# ولاية تبسة
ولاية تبسة (بالأمازيغية :ⵜⴰⵎⵏⴰⴹⵏ ⵏ ⵜⵉⴱⴰⵙⵜ) هي ولاية جزائرية، أصبحت ولاية سنة 1974 رقمها 12 في التقسيم الإداري، تنتمي إلى منطقة النمامشة مع ولاية سوق أهراس وهي منطقة تنتمي إلى منطقة الأوراس، وتقع في شرق الجزائر وهي منطقة حدودية مع الجمهورية التونسية. عاصمة الولاية هي مدينة تبسة والتي بلغ عدد سكانها سنة 2025 بمليون و خمسين ألف نسمة، تبعد حوالي 700 كلم من الجزائر العاصمة،
العاصمة وترتفع ب 900م عن مستوى سطح البحر، وتوجد بها قنصلية الجمهورية التونسية ومطار وطني.

## أصل تسميتها

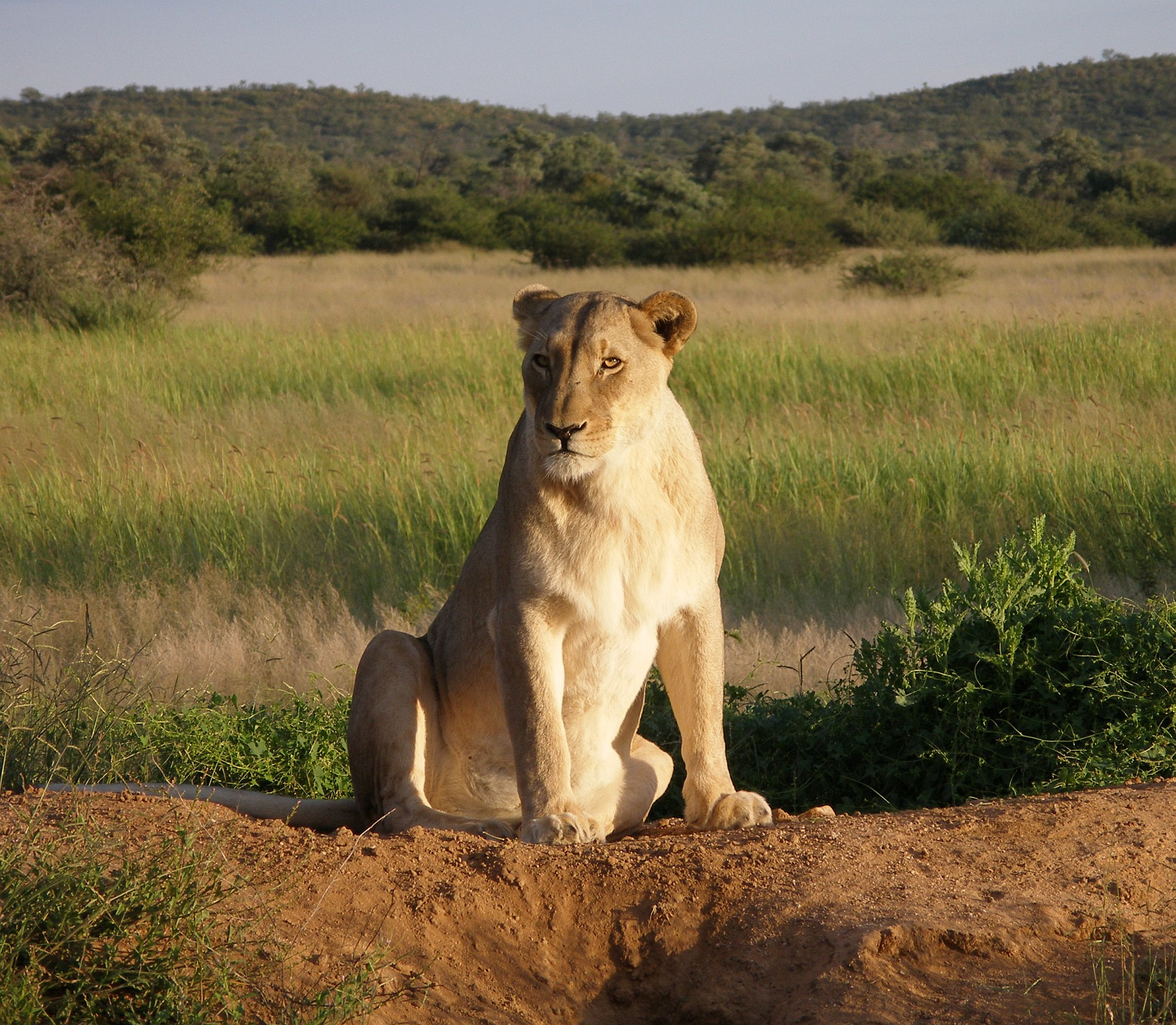
اللبؤة اسم تبسة

يرجع اسم تبسة إلى الأصل البربري الأول الذي أطلق عليها سكانها الأصليون والذي يعتقد حسب الترجمة اللوبية القديمة بأنها تعني اللبؤة (أنثى أسد) ولما دخلها الإغريق شبهوها بمدينة تيبس الفرعونية لكثرة خيراتها والمعروفة اليوم بطابة وبعد دخول الرومان سموها تيفست لسهولة نطقها ومع الفتح الإسلامي تم تعريبها فأصبحت تبسة بفتح التاء وكسر الباء وفتح السين.

## الموقع والجغرافيا
تقع بين خطي عرض 30/32 شمالا وخط طول 5.54 بين جبال الدكان والقعقاع وبورمان وهم من سلسلة جبال الأوراس الأشم يحدها شمالا ولاية سوق أهراس ومن الشرق الجمهورية التونسية وجنوبا ولاية الوادي ومن الجنوب الغربي خنشلة ومن الشمال الغربي مدينة عين البيضاء (أم البواقي) وأهم القبـائل فيها هم النمامشة .

## الجبال
تعد الجبال التي تجاور مدينة تبسة جزء لا يتجزأ من السلسلة الجبلية الأطلسية
الجنوبية التي تشكل همزة وصل بين جبال نمامشة والجهة الخلفية التونسية، تقع على
ارتفاع 864 م على مستوى سطح البحر، تتكون من عدة سلاسل جبلية منها جبل دوكان 1712م تتفرع منها جبال أخرى كجبل أوزمور 1353 م، بورمان 1545 م، من الجهة
الغربية نجد جبال سارجاس 1421 م، متلوق 1253 م، من الجهة الشرقية جبل الدير
1472 م والزيتونة 1324 م.

## المناخ
المناخ :الموقع الجغرافي الذي تحتله ولاية تبسة بين التل والصحراء وارتفاعها 900م عن مستوى سطح البحر يجعلنا نميز نوعان مناخيان هما:
- مناخ متوسطي ويسود الولاية من شهر سبتمبر إلى شهر ماي يتميز بتساقط الأمطار والبرودة كما تغطي الثلوج قمم الجبال خلال هذه الفترة.
- مناخ صحراوي يسود الولاية من شهر ماي إلى شهر أوت يتميز بالجفاف وهبوب رياح جنوبية حادة تعرف بالسيريكو.

## التقسيم الإداري

دوائر ولاية تبسة

### الدوائر
- دائرة تبسة
- دائرة الكويف
- دائرة مرسط
- دائرة الماء الأبيض
- دائرة العوينات
- دائرة الونزة
- دائرة بئر مقدم
- دائرة بئر العاتر
- دائرة العقلة
- دائرة أم علي
- دائرة نقرين
- دائرة الشريعة

### البلديات
| - تبسة - بكارية - بولحاف الدير - الكويف - بئر الذهب - مرسط - الحويجبات - الماء الأبيض - بوخضرة - العوينات - عين الزرقاء - المريج - الونزة - الحمامات - قريقر | - بئر مقدم - العقلة المالحة - بئر العاتر - المزرعة - بجن - سطح قنطيس - العقلة - صفصاف الوسرة - أم علي - فركان - نقرين - الشريعة - ثليجان |

- المديلة

## السكان
| ذكور   | فئة عمرية     | إناث   |
| ------ | ------------- | ------ |
| 1٬093  | 85 سنة وأكثر  | 1٬006  |
| 1٬658  | 80 إلى 84 سنة | 1٬539  |
| 3٬342  | 75 إلى 79 سنة | 3٬098  |
| 4٬509  | 70 إلى 74 سنة | 4٬396  |
| 5٬738  | 65 إلى 69 سنة | 5٬663  |
| 5٬494  | 60 إلى 64 سنة | 5٬722  |
| 9٬526  | 55 إلى 59 سنة | 8٬874  |
| 12٬966 | 50 إلى 54سنة  | 13٬126 |
| 15٬502 | 45 إلى 49 سنة | 15٬901 |
| 17٬938 | 40 إلى 44 سنة | 18٬680 |
| 19٬309 | 35 إلى 39 سنة | 20٬522 |
| 23٬709 | 30 إلى 34 سنة | 24٬430 |
| 32٬116 | 25 إلى 29 سنة | 32٬132 |
| 37٬145 | 20 إلى 24 سنة | 37٬694 |
| 38٬870 | 15 إلى 19 سنة | 37٬314 |
| 35٬243 | 10 إلى 14 سنة | 33٬909 |
| 29٬479 | 5 إلى 9 سنوات | 28٬456 |
| 32٬387 | 0 إلى 4 سنوات | 30٬071 |
| 62     | غير معروف     | 82     |

## التاريخ

### فترة ما قبل التاريخ

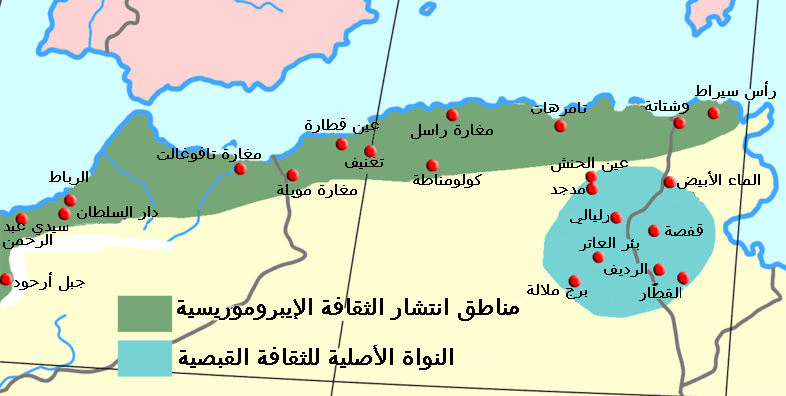
مناطق أنتشار الحضارة العاترية والحضارة القفصية

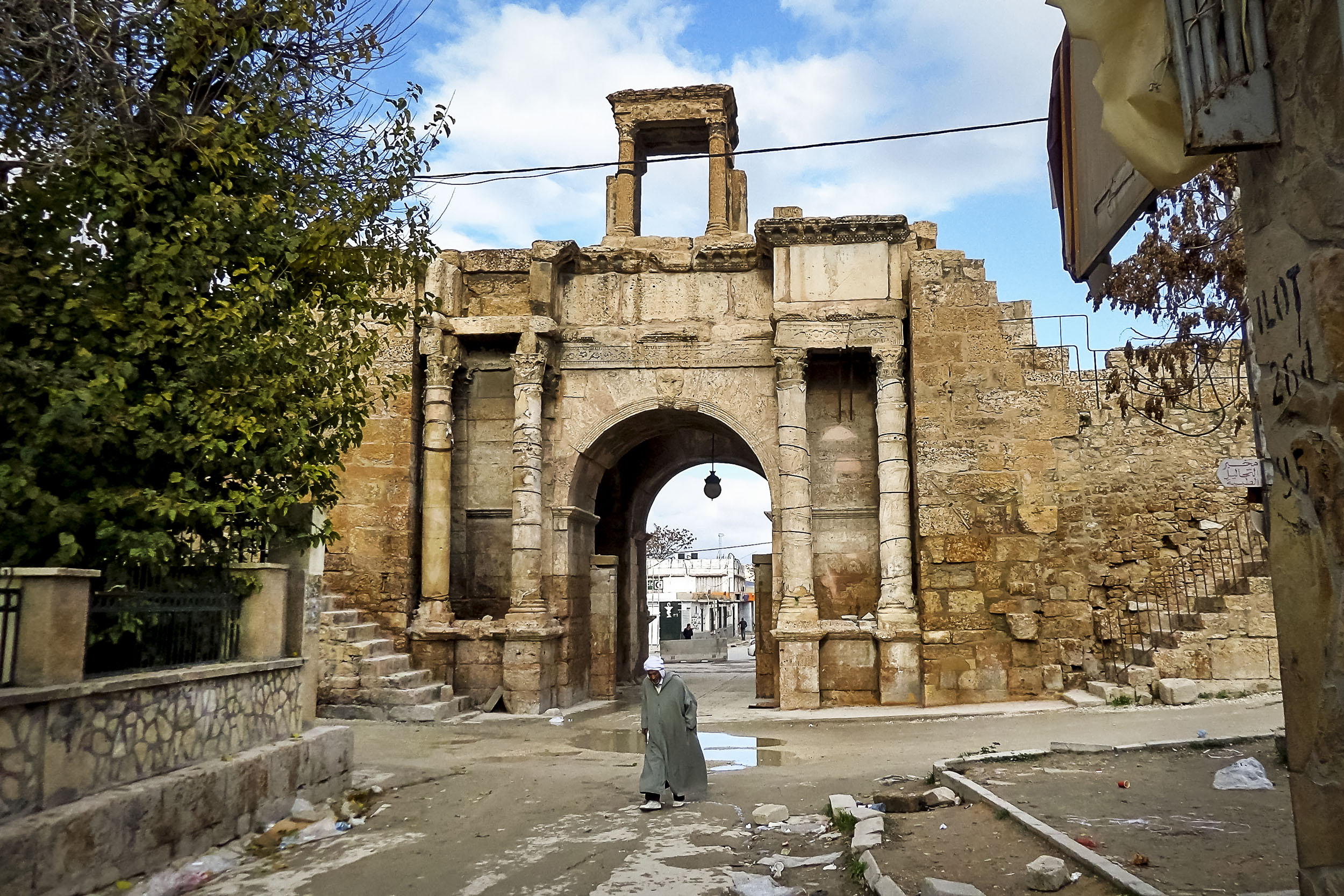
باب كاراكالا

شهدت منطقة تبسة منذ غابر العصور حضارات متعددة سجّلت تاريخها بالمنطقة وتركت شــواهدها، كل هذا راجـــــع إلى ثلاثة عوامل مهمة جعلت الإنسـان يستقر بـها : الموقع الاستراتيجي، وفرة المياه، الأرض الخصبة، ففي مرحلة عصر ما قبل التاريخ، عرفت المنطقة استقرار الإنسان البدائــي بها ذلك اتضح من خلال ما تركه من أدوات حجرية وصوانية في عدد من جهات المنطقة كالصناعات الأشولية بـالماء الأبيض (ولاية تبسة) والصناعة العاترية والتي تعود إلى منطقة واد الجبانة بئر العاتر واصطلح عليها اسم الحضارة العاترية نظراً لميزتها الخاصة وهي العنق المشـغول لتعــمم هذه التسمية فيما بعد على كامل التراب الوطني
هناك حضارات أخرى لفترة تلتها كالحضارة القفصية والتـي تعــود إلى منطـقـة قفصة التونسية وتمتـاز على وجه الخصوص بالنصال والنصيلات وتؤرخ لما بين الحضـارتين أي العـاترية من 3000 الــى 4000 قبل الميلاد، كما عرفت المنطقة مرحلة فجر التاريخ وهي المرحلة التي بدأ يعرف فيها الإنسان الاستقرار الأول في المغارات والكهوف وذلك ما دلّت عليه الأبحاث الأثرية في منطقة 'قاستيل شمال مدينــة تبسة بالقرب من جبل الديـر ويصطلح عليها اسم الحواتيـة، عثر فيها على أدوات فخارية من أواني وقدور تحمل زخارف محليــة
في الفترة القديمة فإن تأسيس المدينة القديمة تيفست (THEVEST) يعود إلى القرن الثالث قبل الميلاد كما ذكر ديودور الصقلي الذي عاش في زمن الإمبراطور أغسطس في القرن الأول ميلادي وذكر بأن هذه المدينة من أقدم المدن في شمال أفريقيا.
المصادر المادية المتمثلة في الكتابات اللاتينية تدل على أن تأسيس مدينة تيفست يعود إلى القرن الأول ميلادي خلال حكم العائلة الفلافية في عهد الإمبراطور فيسيانوس من قبل الفرقة العسكرية الأغسطسية الثالثة بعد ما كانت في حيدرة بتونس كانت تيفست كذلك مقراً هاما لدائـرة المـالية والممتلكات خلال القرن الثاني والثالث للميلاد.
وقد عرفت المنطقة الديانة المسيحية في منتصف القرن الثالث ميلادي في تلك الفترة كان لهـا أسقف اسمه لوكيوس (LUCIUS) قنصل بقرطاج عام 256 م، وبقيت تحت حكم الرومان حتى سنة 443 م عندما قدم الوندال الذين كانوا من الجنس الآري وضد الكاثوليكية ولا يؤمنون بروح المسيح فهدموا كل ما له علاقة بالرومان
قام الوندال بالاستيلاء على كل الممتلكات الهامة ووضعوا ضرائب على المواطنين وحصنوا المدينة بأسوار وقد عثر الباحثون الأثريون جنوب مدينة تبسة على شواهد دلت على ذلك فقد عثروا على الواح (48 لوحة) بها عقود الملكية، البيع والشراء، الزواج والضرائب لكن لم يدم استقرارهم طويلا إذ قدم البيزنطيون بقيادة الجنرال البيزنطي سولومون وقضى على الوندال سنة 534 م وقام بتأسيس قلعة بيزنطية أسوارها من حجارة المدينة الرومانية خلال حملته الأولى وحصنها بـ 14 برجا وكانت ذات مدخلين من الشمال قوس النصر كاراكالا ومن الشرق الباب الخاص بالجنرال سولومون، لكن لم يفتئ هذا الأخير حتى قُضي عليه من قِبل القبيلة المحلية (الموريين) عنــد أسوار المدينة في كمين نُصب له عند نهاية القرن السادس للميلاد شهدت مدينة تبسة قدوم الفتح الإسلامي للمغرب وأصبحت تدعى تبسة بدل تيفست في سنة 1573 خضعت المنطقة للحكم العثماني بعد استيلاء الحاكم التركي سنان باشا على تونس سنة 1842 المدينة تسقط تحت الاحتلال الفرنسي للجزائر إلى غاية سنة 1962.

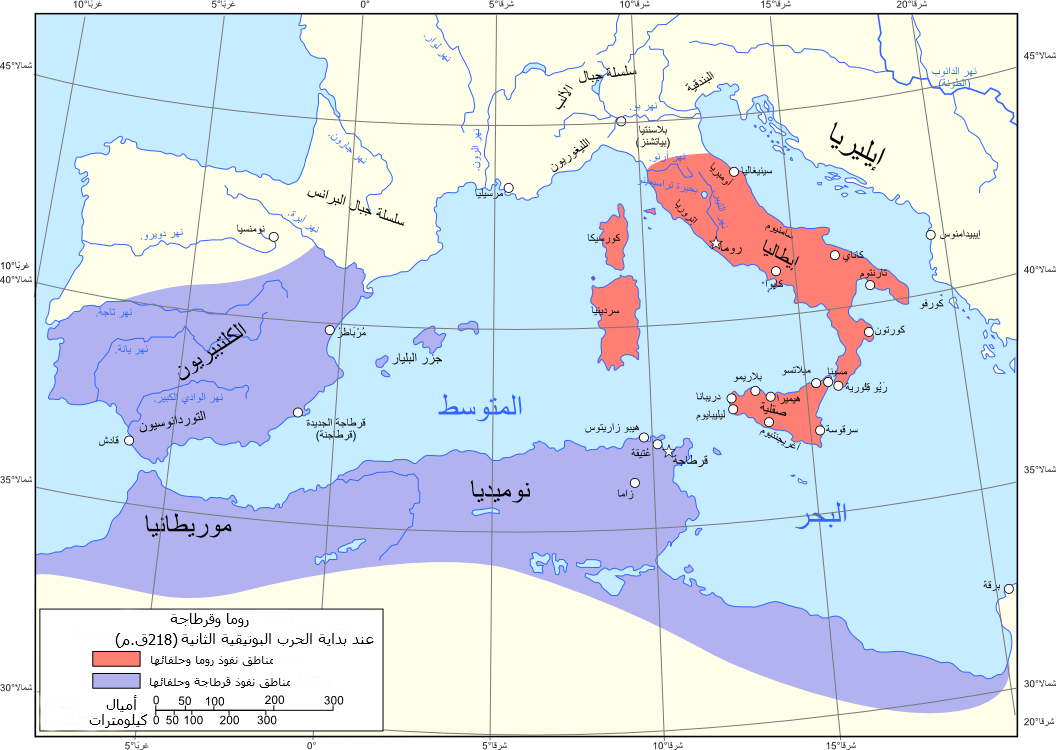
مناطق السيطرة الرومانية والقرطاجية عام 218 ق م

قوس النصر السور البيزنطي المدرج المسرحي معصرة برزقال تبســة العتيقــة الكنيسة الرومانية، القصر القديم المعبد الوثني الفوروم الأقواس الرومانية أهم الموارد وأحد أهم المعالم الأثرية التي تعتبر تحفة معمارية رائعة وفريدة ومن أحسن ما شيّد الرومان في مدينة تبسة تأسس هذا المعلم سنة 212/211 بعد الميلاد في حقبة الازدهار الروماني، يضم هذا المعلم أربعة جهات كل جهة مهداة إلى أحد أفراد العائلة الحاكمة عائلة (سبتيم سيفار).
أقيم قوس كاراكالا بطريقة فريدة على شكل مربع ويرفع فوقة قبة كما أكد ذلك علماء الآثار، أجريت عليه أكثر من عملية ترميم خلال الحقبة الاستعمارية، ما زال إلى اليوم يحافظ على طابعه المعماري رغم زوال ثلاثة أعمدة بسبب الحروب القديمة.

### قوس النصر (كاراكالا)

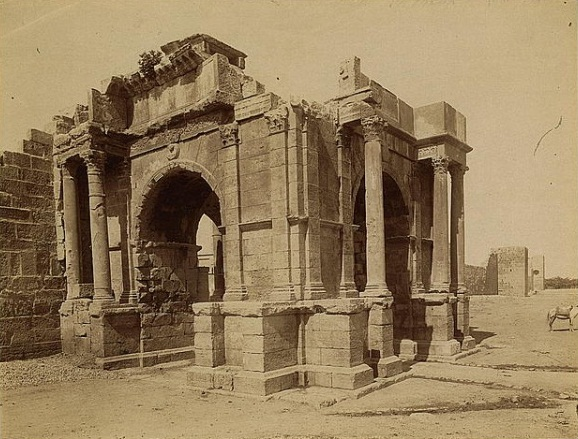
قوس النصر (كاراكالا)

أحد أهم المعالم الأثرية التي تعتبر تحفة معمارية رائعة وفريدة ومن أحسن ما شيّد الرومان في مدينة تبسة، والعالم الروماني ككل. شُيّد تحت إشراف القائد الحربي وهو من أصول تبسية آغريكيليانوس بإضافة إلى الفيالق 13-9-20 التي اهتمت ببناء هذا المعلم كما أكد هذا الباحث التاريخي أستيفن جيزيل تأسس هذا المعلم سنة 212/211 بعد الميلاد في حقبة الازدهار الروماني. يضم هذا المعلم أربعة جهات كل جهة مهداة إلى أحد أفراد العائلة الحاكمة عائلة (سبتيم سيفار)، وكذلك كانت هناك ثماثيل عند كل زاوية من سطح القوس أقيم قوس كاراكالا بطريقة فريدة على شكل مربع ويرفع فوقة قبة كما أكد ذلك علماء الآثار وأجريت عليه أكثر من عملية ترميم خلال الحقبة الاستعمارية، ما زال إلى اليوم يحافظ على طابعه المعماري رغم زوال ثلاثة أعمدة بسبب الحروب القديمة.

### السور البيزنطي
أحد أروع وأضخم البنايات الأثرية الموجودة بالمدينة، شيد هذا المعلم الأثري سنة 535 ميلادي على يد البطريق سولومون لحماية المدينة وبسط سلطان البيزنطيين في المنطقة وضرب الأعداء، حسب المؤرخين كانت أغلب أجزاء هذا المعلم منهارة وقام الفرنسيون بترميمها خلال الحقبة الاستعمارية كما استعملوا جزءا كبيرا منه كثكنة عسكرية، يتميز هذا المعلم بثلاثة أبواب أصلية وهي باب كاراكالا، باب سولومون وباب شهلة، ثم أضاف الفرنسيون ثلاثة أبواب صغيرة أخرى.
تعرض خلال سنوات 1970-60 إلى تهديم باب شهلة وباب قسنطينة، ثم خضع لعملية ترميم وتنظيف بمادة الرمل مرة خلال سنوات 1980، أُقيمت عليه عدة دراسات من طرف علماء الآثار .

### المدرج المسرحي
هو من البنايات الأولى التي شيدها الرومان بالمنطقة، فقد تم بناؤه في عهد القنصل الخامس الإمبراطور فسباسيانوس سنة 75 ميلادي، استعمل هذا المدرج كملعب أو مسرح وأحيانا لألعاب المصارعة بين الفرسان وأسرى الحروب أو مع الحيوانات المفترسة، حسب العالم سيري دوروش فقد تم اكتشاف شكله الدائري أثناء عمليات الحفر والذي يقدر قطره ب 65-50 مترا.
يعتبر المدرج المسرحي حديث الاكتشاف سنة 1859 حسب السيد هول مكتشف هذه الرائعة المستديرة، لهذا المدرج أربعة مداخل وحجرات للفرسان والعبيد والحيوانات المفترسة، يعد المدرج المسرحي مصنفا وطنيا ويعتبر أحد المتاحف على الهواء الطلق، موقعه مسيج لكنه يتعرض يوميا لرمي (الأوساخ) بسبب جواره للسوق كما أنه مغمور بالتربة ويتطلب دراسة شاملة لإبرازه وتهيئته.

### معصرة برزقال
تقع معصرة برزقال على الطريق الرابطة بين تبسة وبئر العاتر على بعد35 كلم جنوب تبسة وهي مصنفة وطنيا، تأسست بين 117-98 ميلادي وكانت تستغل في عصر الزيتون. اكتشف الفرنسيون هذا المعلم وتشير المراجع إلى أن هذه المعصرة كانت تضم طوابق وتغطي أكثر من 2000 متر مربع، وهي مقسمة إلى أربعة أقسام رئيسية بجدارين متوازيين وتوجد بها سبعة أبواب في كل واجهة وتضم كل جهة عدة معاصر،
يعطي هذا المعلم صورة واضحة عن الحياة الاقتصادية والفلاحية بالمنطقة في عهد الرومان وتصنف الثانية بعد معصرة الناظور بتيبازة، تعرضت أكثر من مرة إلى النهب والحفر العشوائي وهي اليوم في حالة تهميش قصوى بعدما كانت سابقا محجّة للزوار ومعلما سياحيا هاما.

## تبسة العتيقة (الخالية)

### نبذة تاريخية
بناءات متداخلة وجميلة في آن واحد وهي عبارة عن بانوراما رائعة، توجد على الطريق المؤدية إلى الدكان عبر الجرف وكانت تسمى بطريق القنطاس على بعد 04 كلم من السور البيزنطي جنوبا، ذكر المؤرخ (جيرول) أن المستعمر الفرنسي استعمل حجارتها في بناء الثكنة القديمة وسط المدينة، تأسست في العهد الروماني وهي مجهولة لدى الكثير وتعرف باسم تبســة الخاليــة
- الوصـــــف : ذكرها المؤرخ (سيري دوروش) بأنها بانوراما رائعة محاطة بسور لها معبدا دائريا مرتكز على 16 عمودا وهي محاطة من ثلاث جهات بممرات غير مكشوفة كانت توجد بها مومياوات وتماثيل، كما تضم الجهة الشرقية سابقا مربعا تتوسطه دائرة تمثل مخرجا للفريق المقدسة وبها إسطبلات وقنوات لإيصال المياه محمولة على أقواس وبها معصرة للزيتون تقع بالجهة الجنوب شرقية،

هذا المعلم يعيش حاليا العزلة والتهميش رغم كونه من أعظم المناطق في المستعمرة الرومانية في شمال أفريقيا.

### الكنيـــسة الرومــــانية
هي أحد المعالم التاريخية النادرة في العالم بأسره، والتي بقيت محافظة على طابعها المعماري الأصلي، تعرف العالم ستيفن قزيل عن حقيقة هذا المعلم سنة 1901 فنسب بناؤه إلى العصر الأخير للحضارة رومانية أين عرفت الديانة المسيحية النصر والازدهار في تلك الحقبة وفي سنة 1944 عثر على قبوة وهي عبارة عن مصلى تحت الأرض استغل في نشر المسيحية ثم أقيمت فوقها هذه الكنيسة،
يعود شرف تسمية هذه الكنيسة إلى القديسة كريسبين آنذاك.
- الوصـــــف : الكنيسة الرومانية مقسمة إلى قسمين أحدهما عبارة عن حديقة مقسمة إلى أربعة أقسام على شكل صليب والقسم الآخر يضم الكنيسة الميناء، لها مدخل واحد على شكل قوس ويقطعها ممر طوله 52 م مبلط بحجارة صلبة على يمينه يوجد مدخل الكنيسة من جهة المدرج ثم الرواق والمكان المربع لذي لم يبقى منه إلا حافته السفلية ومن خلالها يشدك النظر إلى الصحن، روعة التصميم في هذا المعلم تتمثل في القاعة الكبيرة المقسمة بأعمدة دائرية تحمل أقواسا وأخرى مربعة وجميع قاعاتها مبلطة بالفسيفساء، يجاور هذه الكنيسة قاعات لتعليم الدين وإسطبلات للخيول ومرقد، هذه الكنيسة هي أكبر الكنائس الرومانية وهمزة وصل بين شمال أفريقيا وأوروبا.

## تاريخ

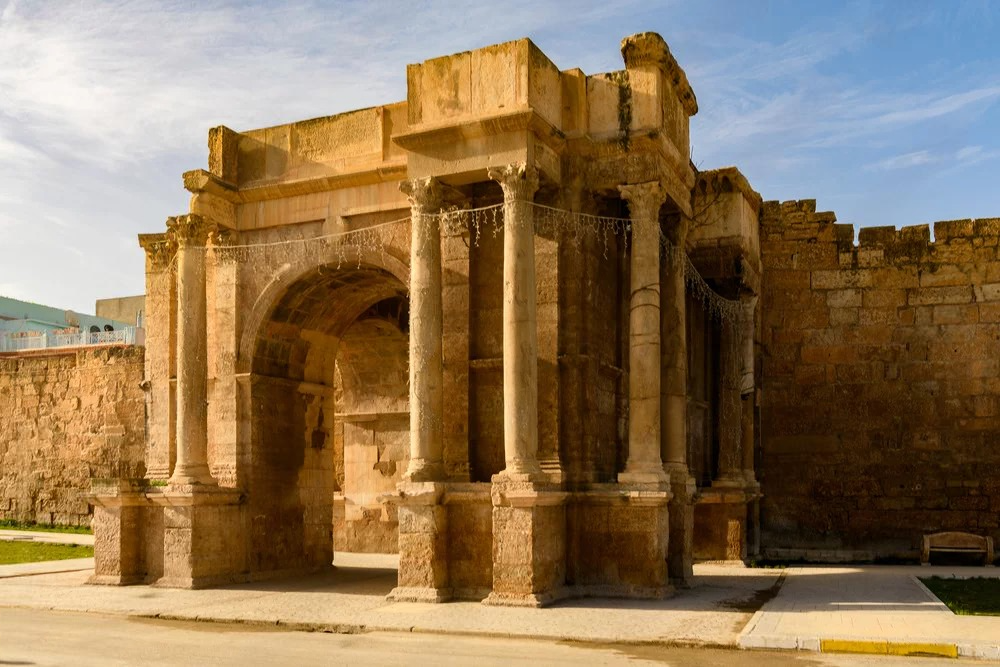
تبسة
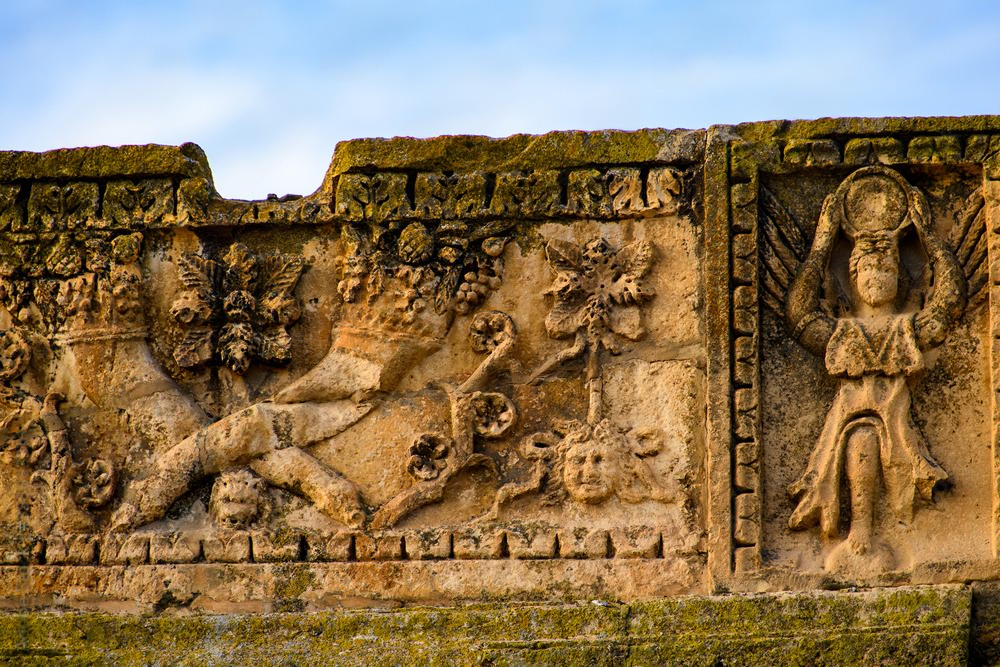
تبسة
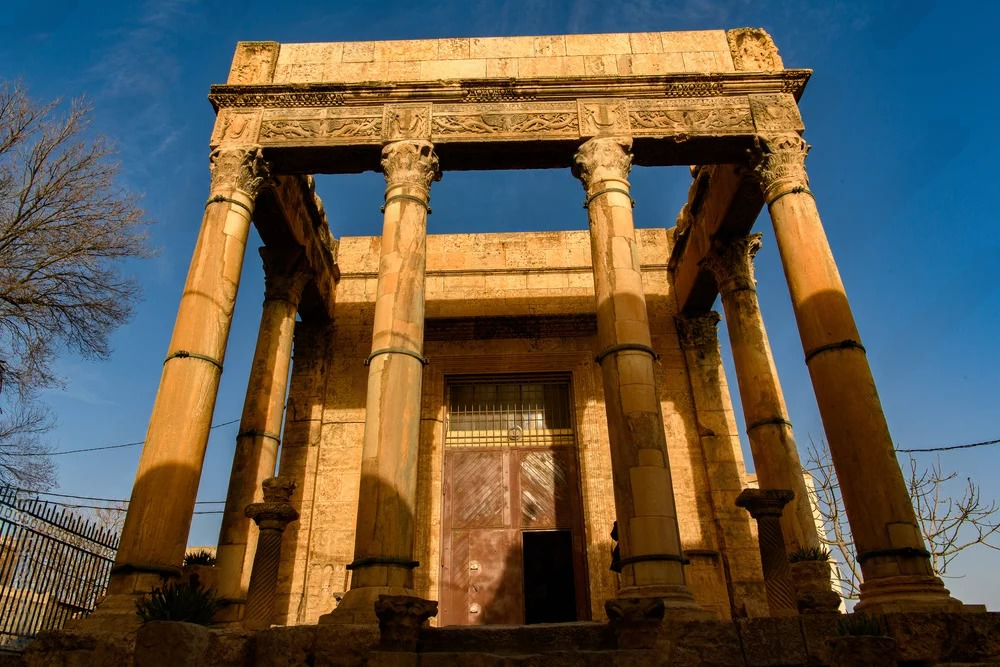
تبسة
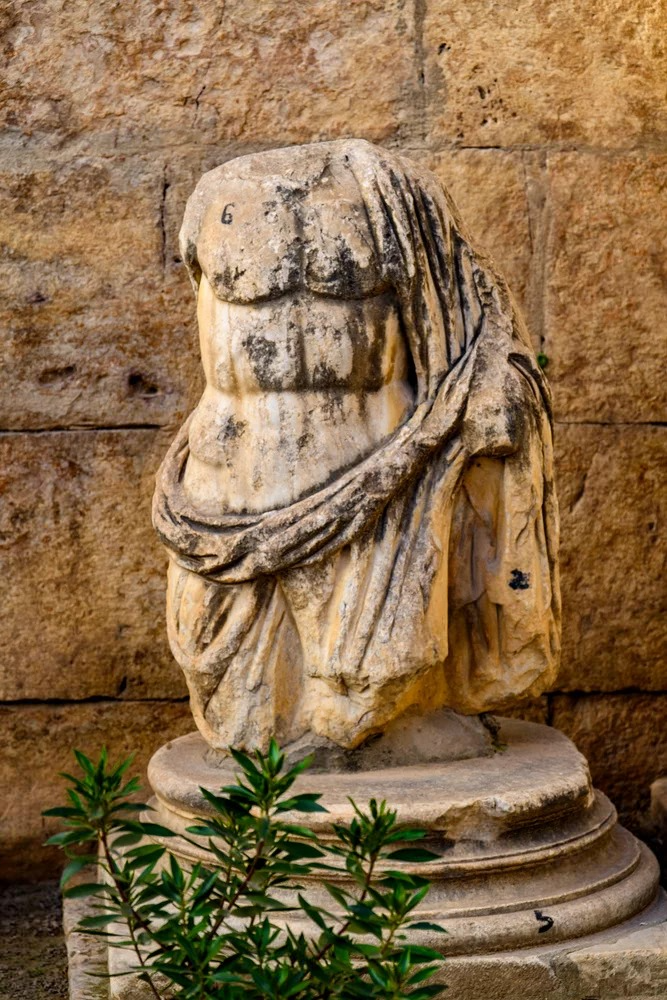
تبسة
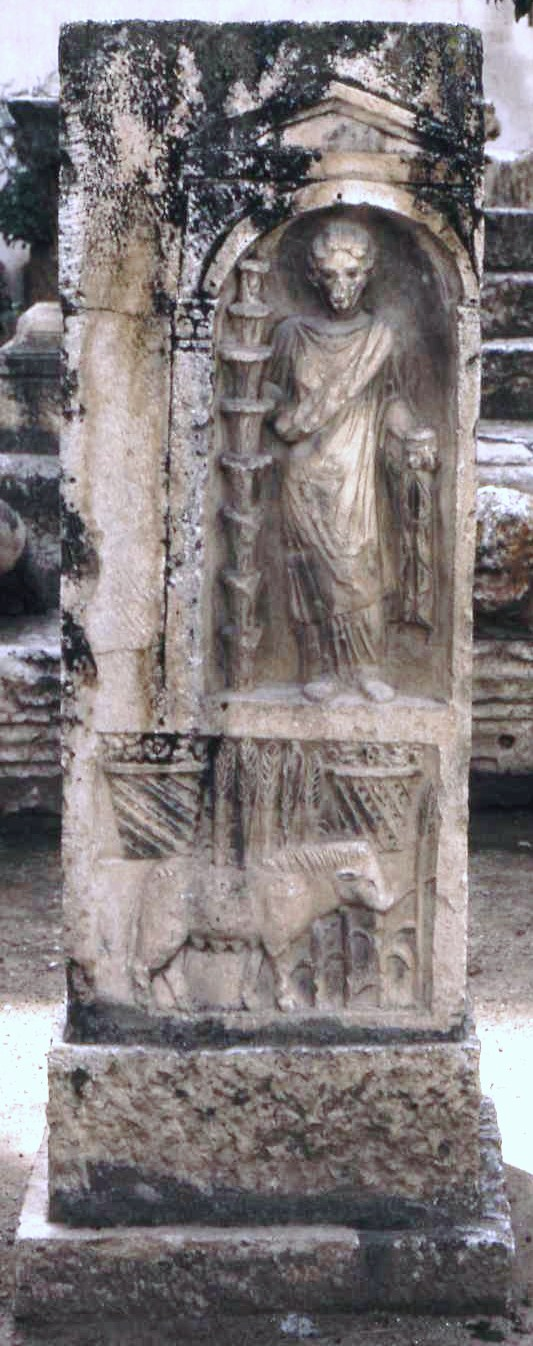
تبسة
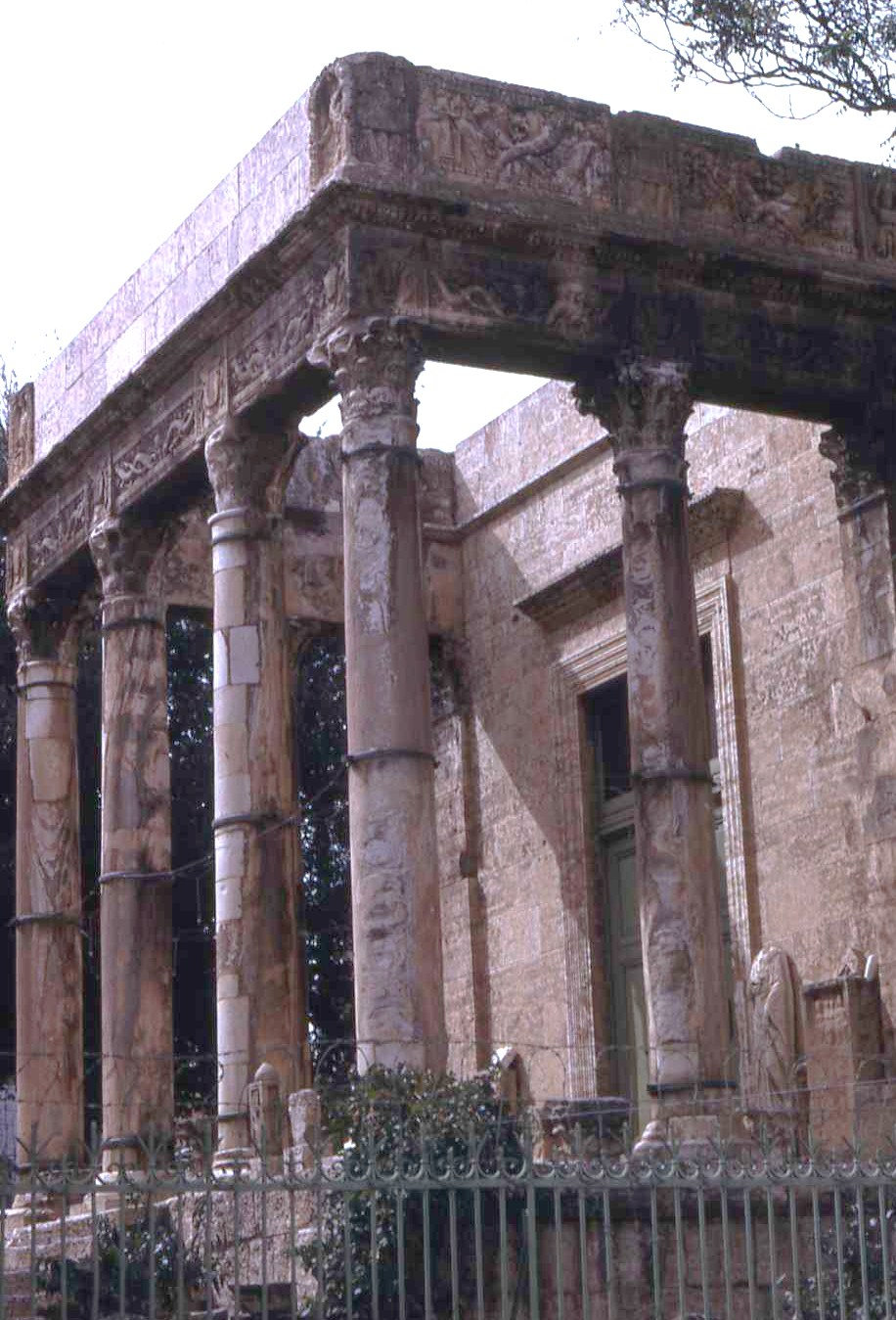
تبسة
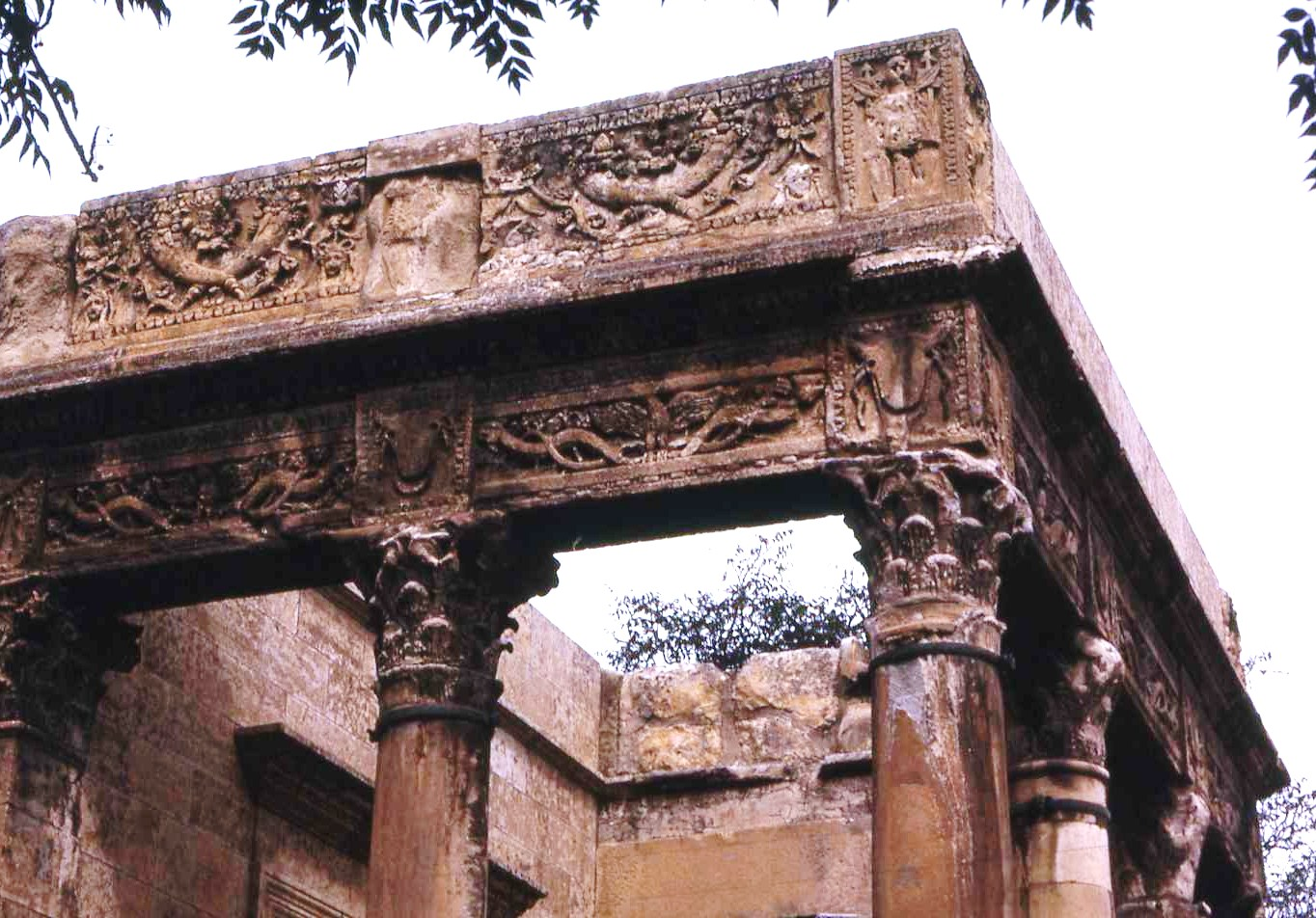
تبسة
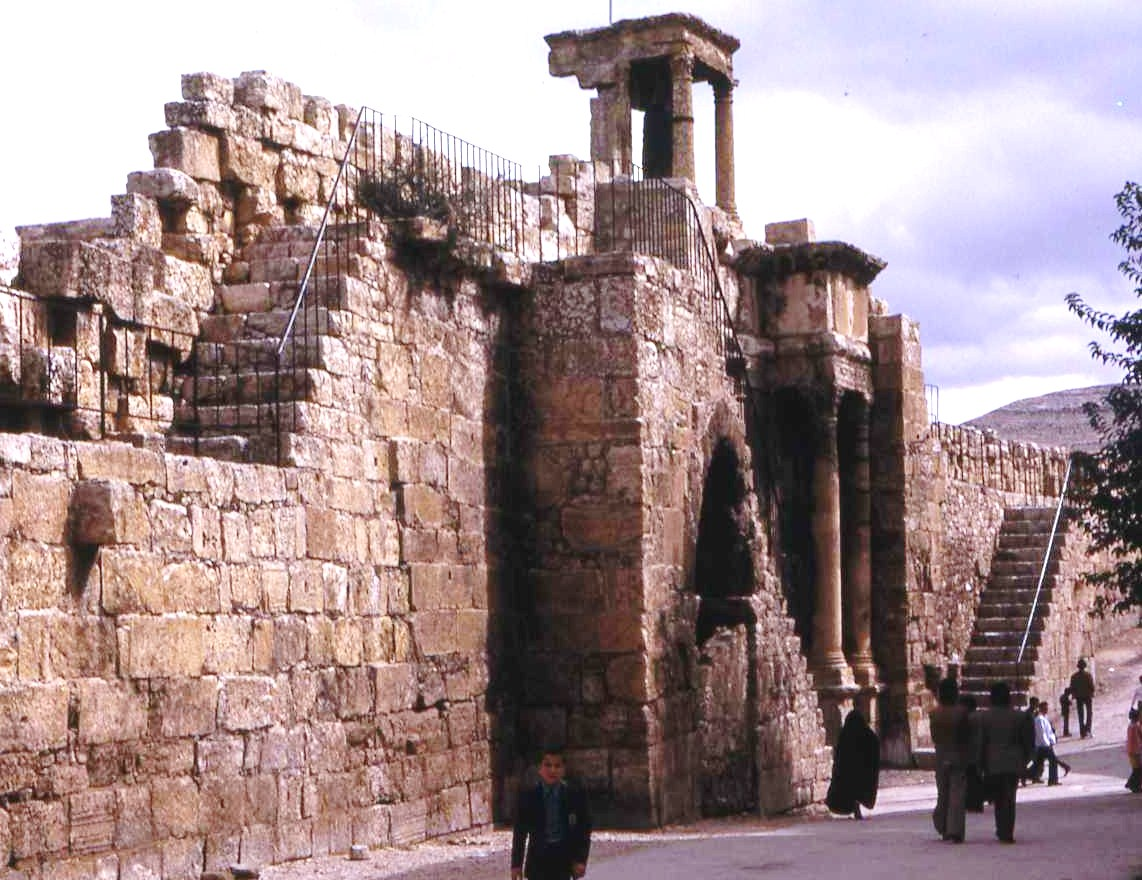
تبسة

عرفت ولاية تبسة الحياة ووجود الإنسان عليها منذ حوالي كما تدعي اليونيسكو منذ حقبة إنسان مشتى الغربي أي حوالي 27000 إلى 12000 سنة قبل الميلاد وذلك فيما يعرف عند المؤرخين بالحضارة العاترية وقد أطل عليها فجر التاريخ بقدوم الفينقيين ليحتلوها ويضموها إلى إمبراطورية قرطاج وذلك منذ 250 ق م إلى أن وقعت تحت حكم الرومان بعد تغلبهم على القرطاجين سنة 200 ق م، وأصبحت مقاطعة رومانية ونقطة عبور هامة للتجار من الجنوب إلى الشمال، عرفت تبسة أوج ازدهارها في عهد الحكم الروماني حيث بُنيت معظم الآثار الرومانية الموجودة الآن بين 69/472 م إلى أن سقط الحكم الروماني على يد الوندال الذين عاثوا فيها فسادا وهدموا الكثير مما بناه الرومان، بقي الوندال مدة إلى أن استرجعها الرومان مرة أخرى فرمموا ما أفسده الوندال وأضافوا العديد من المرافق وهذا بفضل القائد سولومون بلغ عدد سكانها في تلك الحقبة مئة ألف ساكن، ظلت تبسة تحت الحكم الروماني إلى أن أطلت عليها جيوش الفاتحين سنة 648 م/27 هجري، حيث انتصر المسلمون على الرومان وأقاموا اتفاقية صلح مع البربر بقيادة الكاهنة (السكان الأصليون لتبسة) لكنهم البربر نقضوا الاتفاقية وغدروا بالمسلمين وقتلوا التابعي الجليل عقبة بن نافع وثلاث مئة من صحبه الكرام ويقال أن المسلمون أهانوا كسيلة مما أوقد عنده حميته الجاهلية والغريب في الأمر أن ضريح الصحابي متواجد في مدينة بسكرة، عاود المسلمون فتحها بعد أن أعدوا العدة ونظّموا الصفوف بقيادة حسان بن النعمان الغساني سنة 78 هجري /698 م وفي مسكيانة خسر هو أيضا الحرب مع الكاهنة وخرج منها، ثم عاد، لتدخل تبسة بين مد وجزر إلى سنة 82 هجري/701 م ليتم فتح تبسة نهائيا ويتمكن المسلمون من قتل الكاهنة اسمها داهية بنت لاهية قرب بئر في الطريق إلى بلدية بئر العاتر وأسر أبنائها التسعة لتبقى تبسة مدينة إسلامية، اتخذت الكاهنة هضبة ثازبنت كمقر لجيشها قرب مدينة تبسة، تدربه فيها وتستعد للقتال، وما زالت حتى الآن صومعة الكاهنة كما يسميها الشعب قائمة بدوار ثازبنت، وهي عبارة عن برج معسكر بني بحجارة ضخمة يشير إلى أن هذا هو مقر الكاهنة الرئيسي، ومن الغريب أن هذه المنطقة نفسها هي التي اتخذها تاكفاريناس ويوغورطا معقلا لجيوشهما، ومن غير شك فإن الكاهنة كانت تراقب من مرتفعات الهضبة المطلة على سهل تبسة تحركات الجيش العربي، وتتابع تقدمه، وأنها اختارت هي موقع المعركة سنة 75 هـ 693 م، يبدو أن القائدة البربرية عندما شاهدت جيش حسان يطل من بكارية آتياً من الحدود التونسية الجزائرية الحالية، ويتقدم نحو الغرب مخترقا سهل تبسة ومتجها نحو منطقة حلوفة، نزلت من هضبة ثازبنت، وتوجهت إلى المنطقة المسماة مسكيانة (اسمها بالبربرية: ميس الكاهنة، أي إبن الكاهنة)، فقد قتل بالمكان إبن الكاهنة فسمي باسمه، وما زالت هذه القرية تحمل نفس الاسم، انتشرت الكاهنة بجيشها في التلال المحيطة بهذه المنطقة، وفاجأت الجيش الإسلامي، فانطلقت من التلال، ويبدو أن الجيش العربي فوجئ بالهجوم الذي كان يشبه كمينا كبيرا، ودارت معركة شرسة، تمكنت الكاهنة من هزم الجيش العربي، وأسر ثمانين من قادته جلّهم من التابعين، وعندما شعر حسان بأن المعركة حسمت، انسحب بما تبقّى له من قوات، وطاردته الكاهنة حتى مدينة قابس، وانسحب حسان بقواته إلى طرابلس وبقي ينتظر المدد، وبنى بهذه المدينة معسكرا لجيشه سمي منازل حسان، أما القيروان فقد بقيت بأيدي المسلمين ولم تلحق الكاهنة بهم أي أذى بل وأمّنتهم، عادت الكاهنة إلى موقعها في جبال الأوراس النمامشة، ويبدو أن هضبة ثازبنت استمرت كمقر لقيادتها، اجتمعت بالأسرى الثمانين، حاورتهم وسألتهم عن دينهم فاكتشفت أنهم لم يأتوا مستعمرين وإنما حاملين لرسالة، كما اكتشفت أن لغتهم ليست غريبة عن لغة قومها غرابة لغة الرومان، بل هي أخت لها، ومن غير شك فإنها تمكنت من التحدث مع بعضهم القادمين من اليمن بدون ترجمان، سألتهم عن عاداتهم وتقاليدهم فوجدت توافقا غريبا بينها وبين عادات وتقاليد قومها، فحدث زلزال في نفسها، كانت نتيجته أن أطلقت سراح الأسرى، واحتفظت بأذكاهم وأوسعهم ثقافة وحفظا للقرآن وتفقهّا في الدين وهو خالد بن يزيد العبسي، وكلفته بتعليم ولديها العربية والقرآن، بل وعمدت إلى تبنيها لخالد وفقا لشعائر دينها، ولنستعرض ما كتبه المالكي حول هذا التبني: عمدت إلى دقيق الشعير فلثته بزيت، وجعلته على ثديها، ودعت ولديها وقالت: كلا معه على ثديي من هذا ففعلا، فقالت: صرتم إخوة.
بدأ الحكم الإسلامي للمنطقة بالخلافة الأموية ثم العباسية إلى أن عيّن هارون الرشيد (إبراهيم بن الأغلب) حاكم على بلاد إفريقية (تونس) لتخضع بعد ذلك إلى حكم المماليك بداية بدولة بني زيري ثم الرستمية ثم الصنهاجية لتقع تحت حكم الدولة الفاطمية الشيعية من سنة 398 هجري/إلى/442 هجري لتنتقل بعد ذلك إلى حكم الحماديين ثم المرابطين ثم الموحدين ثم الحفصيين إلى حين قدوم الأتراك العثمانيين سنة 1572 م.
بقيت تحت الحكم العثماني إلى دخول المستعمر الفرنسي.

### عصر الوندالية
قد غمرت جزءا من نوميديا واستعمرت كلية مناطق البروقنصلية، وهذا بعد دخول الجيوش الوندالية مضيق جبل طارق متخذين مسلك تازا للتوغل نحو أراضي شمال ومن ثم استطاعت الجيوش في   أفريقيا بقيادة الملك الوندالي جيسيريك الوندالي من غزو كل المقاطعات، حيث لا تنجو تبسة من هذا الاحتلال، حيث عرفت أبشع الخراب والدمار وهجرة سكانها، تذكر بعض المصادر اكتشاف مجموعة من الوثائق
تعود للفترة الوندالية (النصف الثاني من القرن الخامس ميلادي) وهي عبارة عن عقود بيع مكتوبة باللغة اللاتينية في ألواح من الخشب.

### الفترة البيزنطية
أرسل الأمبراطور جوستينيانوس Justinien بجيش يقوده القائد بليسار (Bélisair) نحو مناطق شمال أفريقيا وهذا حتى يجعل حدا للغزو الوندالي من جهة وتأمين أراضيه من جهة أخرى، حيث شنت حرب ضد الملك الوندالي قليمار Gélimer مكونة من أسطول يتكون من 500 باخرة، 20.000 بحار و 5000 فارس، 10.000 جندي
دامت الحرب مدة ستة أشهر انتهت لصالح بليسار الذي هزم  الجيوش الوندالية كلية عام 534 م، بعد هذا الانتصار أخذ القائد سولومون Solomon زمام الأمور لإعادة النظام داخل هذه المناطق وتحسينها، حيث بدأ في ترميم وإعادة بناء كل ما دمّره الوندال في مقاطعة نوميديا، حيث قام ببناء السور المعروف بالسور البيزنطي لتبسة وجعل كل النشاطات الحيوية التجارية منها والسكنية داخل هاته النواة، وقد استعمل لبناء السور كل المواد الحجرية التي كانت مستعملة في المباني المجاورة، ما يفسّر وجود حجارة متنوعة ومختلفة على جدران السور، كما عرفت فترة حكم سالومون اضطرابات وثورات عديدة ضد الموريين Maures، الأمر الذي صعّب عليه مهمة جمع شمل القبائل أو الصلح فيما بينها إلى أن قتل في معركة بالقرب من تبسة عام 545 م.

### الفوتحات الأسلامية

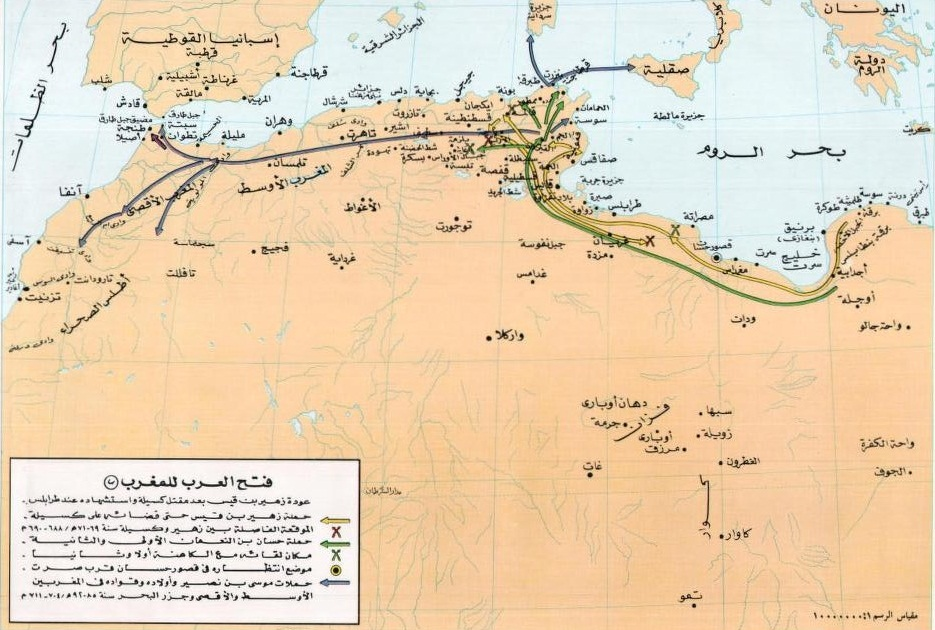
خارطة تُبيِّنُ المراحل الأخيرة من فتح المغرب في ولاية مُوسى بن نُصير.

إن تاريخ شمال أفريقيا يبقى غامضا في بعض الفترات خاصة ابتداءا من النصف الثاني للقرن السادس. كانت بداية الفتوحات نحو مناطق شمال إفريقيا في بداية عام 665 م التي قادها عقبة بن نافع بعد توليه إمارة بلاد إفريقية (تونس)، وتذكر لنا المصادر أن الفاتحين العرب لما وصلوا إلى تبسة عام 682 م لم يجدوا أي صمود بما أن المنطقة كانت مهجورة تقريبا، في بداية القرن العاشر أصبحت تبسة تحت سيطرة الفاطميين، وفي النصف الثاني من نفس القرن عرفت الجهة الشمالية للمنطقة اضطرابات وثورات بين الأهالي (النمامشة والنكارين)، مع نهاية القرن العاشر حتى منتصف القرن الثاني عشر، أصبحت تبسة تابعة لولاية الزيريين. في منتصف القرن الثاني عشر قام ملك الموحدين عبد المؤمن بمطاردة بنو هلال بعدما دخلوا المنطقة واحتكوا بسكانها إلى أن أصبحت المنطقة تابعة لإمارته، في القرن الثلث عشر استولى ابن رانيا المرابطي على مدينة تبسة، لكن سرعان ما تدخل الموحدون تحت قيادة الناصر وألقى هزيمة لابن رانيا في معركة جرت بالقرب من تبسة وأصبحت تبسة تحت سيطرة الموحدين مرة أخرى، وأثر سقوط الموحدين، أصبحت تبسة تابعة للإمارة الحفصية والتي دامت 300 سنة، كان دخول العثمانيين إلى تبسة بطلب من بايات قسنطينة وذلك لجعل حد للصراع القائم
بين قبيلة الحنانشة والنمامشة، على أثر ذلك كونوا مركزا للجيش الانكشاري، هذا الأخير تأقلم مع سكان المنطقة وكونوا ما يعرف كوروغليإن تاريخ شمال إفريقيا يبقى غامضا في بعض الفترات خاصة ابتداءا من النصف الثاني، في 9 سبتمبر 1851م دخلت القوات الفرنسية تبسة أي 21 سنة بعد احتلال الجزائر العاصمة، تزخر اليوم مدينة تبسة بمعالم أثرية ما زالت قائمة ومحفوظة ليومنا هذا، منها قوس النصر
كاراكالا، المعبد المسمى بمعبد مينارف، البازيليكا المسيحية، المسرح والسور البيزنطي، إلى جانب مواقع أثرية التي لم تحظ بالقسط الكافي من الدراسات والأبحاث نذكر منها، موقع تبسة الخالية الواقعة على بعد 2 كلم في الجنوب الغربي من تبسة، هذا إضافة إلى معالم أخرى تذكرها المصادر ولا يحدد مكانها كالساحة العامة، أو أخرى اندثرت من أجل
سياسة العمران المتواصلة، كالحمامات الكبيرة بحي الخيالة والحمامات الصغيرة الواقعة خارج باب قسنطينة على بعد 200 م.

### الاحتلال الفرنسي
دخول المستدمر الفرنسي سنة 1842 وقد شارك سكان تبسة في المقاومة من بداية الاحتلال (ثورة الرحمانية) نسبة إلى القائد محمد الشريف الرحماني سنة 1871/ 1872 فيما يعرف بتمرد الأوراس، سنة 1913 شهدت بوادر الحركة الإصلاحية التنويرية مع تأسيس أول مدرسة حرة بالجزائر سنة 1913 وبروز الكثير من المفكرين والعلماء المصلحين من أبرزهم الشيخ العربي التبسي 1891/1957 ومالك بن نبي 1905/1973، مشاركتها الفعالة في الثورة التحريرية أبرز ما قدمت تبسة في الثورة التحريرية معركة الجرف الكبرى وهي أكبر معركة في الثورة وواصلت مشوار الكفاح لتحرير الجزائر حيث كانت تنتمي إلى القاعدة الشرقية إلى أن أخذت الجزائر استقلالها سنة 1962، أنجبت الكثير من الأفذاذ مالك بن نبي والشيخ العربي التبسي، الطاهر حراث، شريط لزهر، محمد الشبوكي، عباد الزين... إلخ.

## قالوا عن تبسة

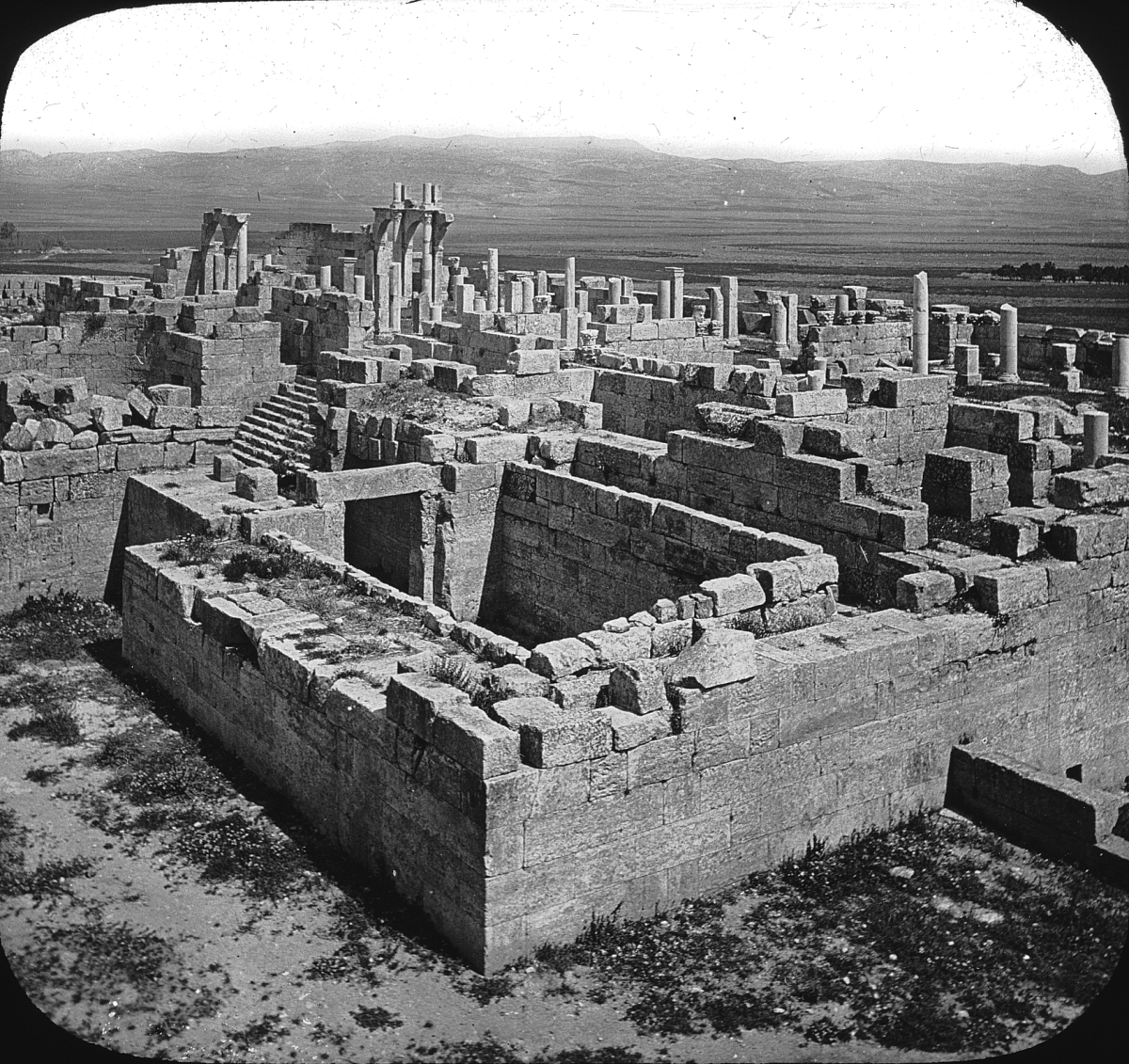
تيفست
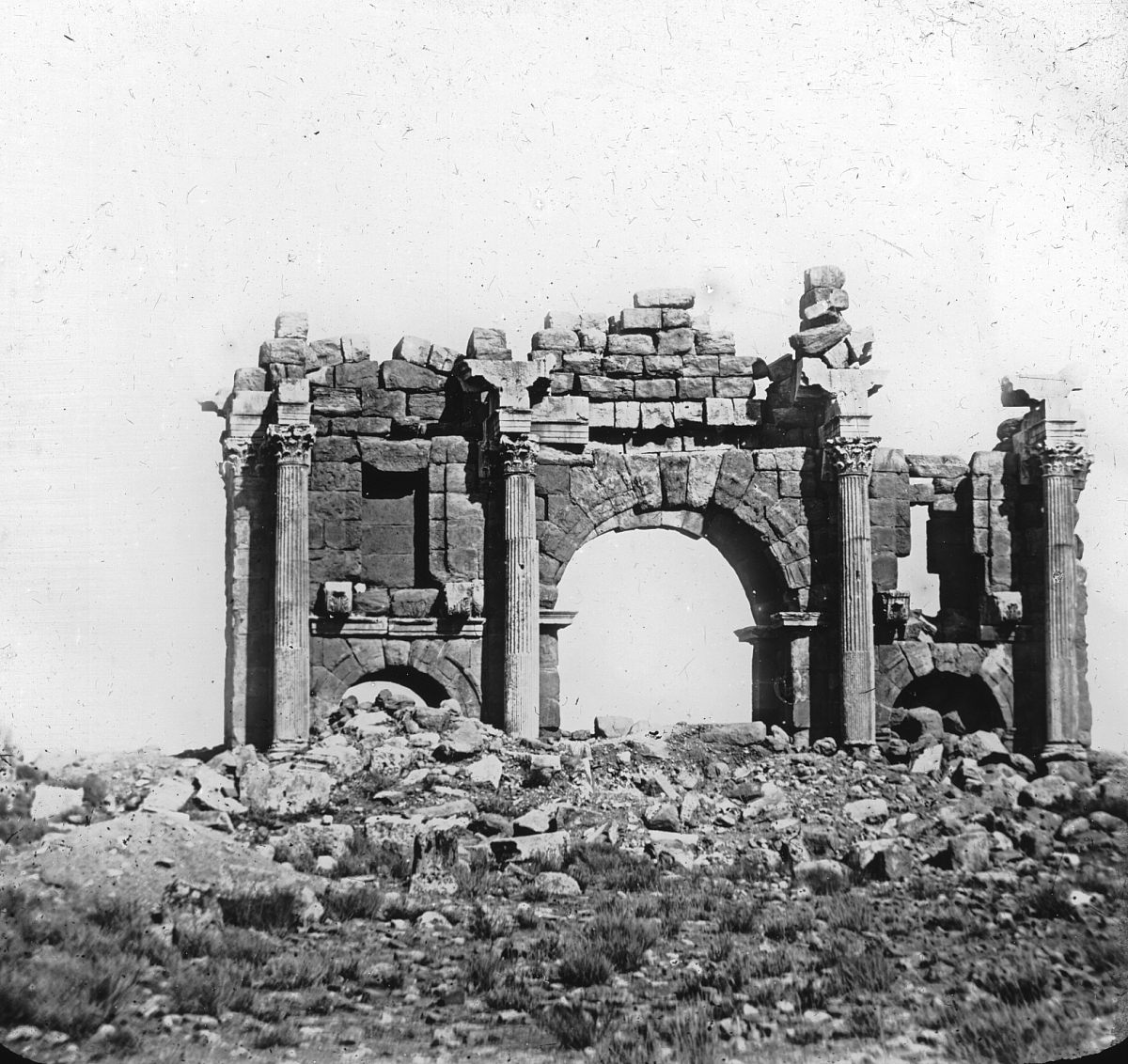
تيفست
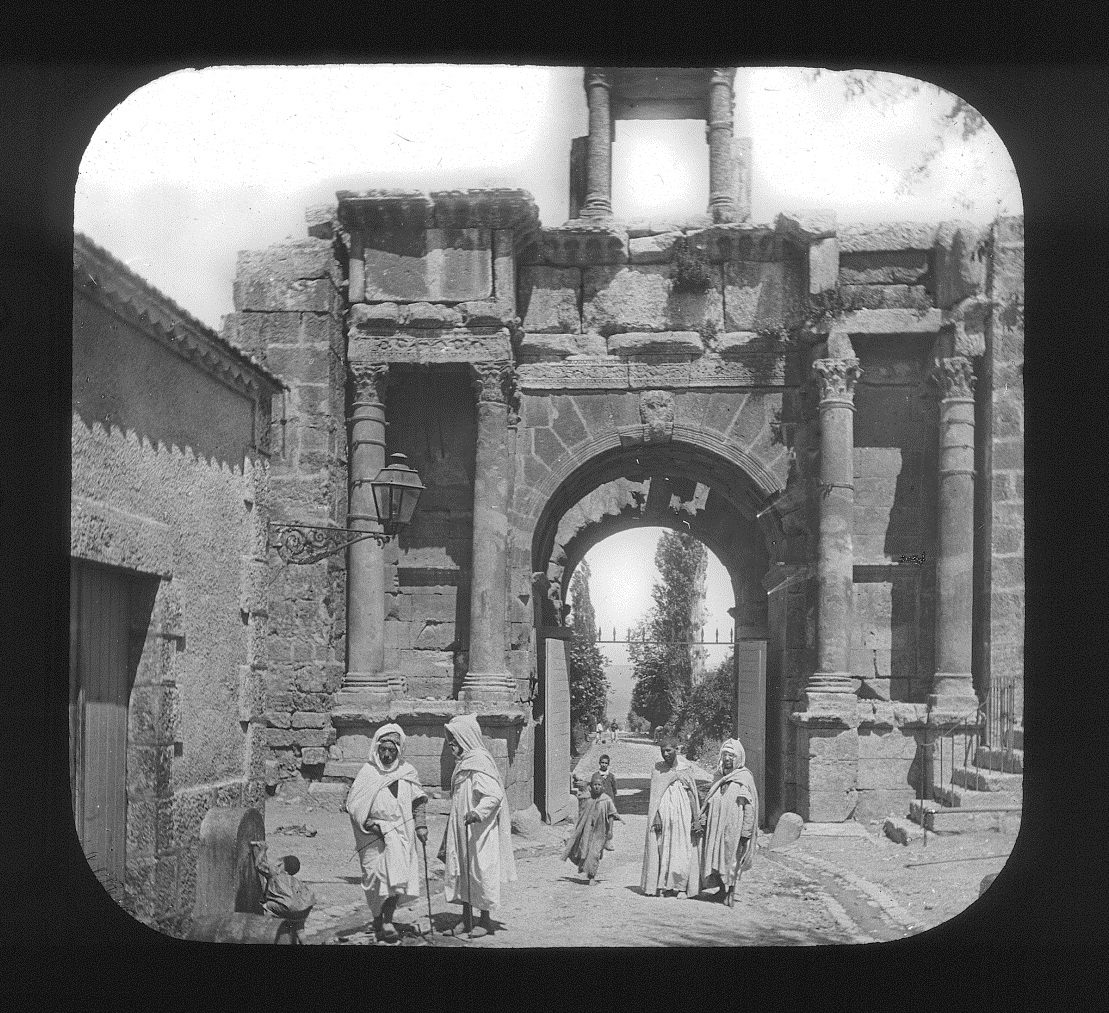
تبسة
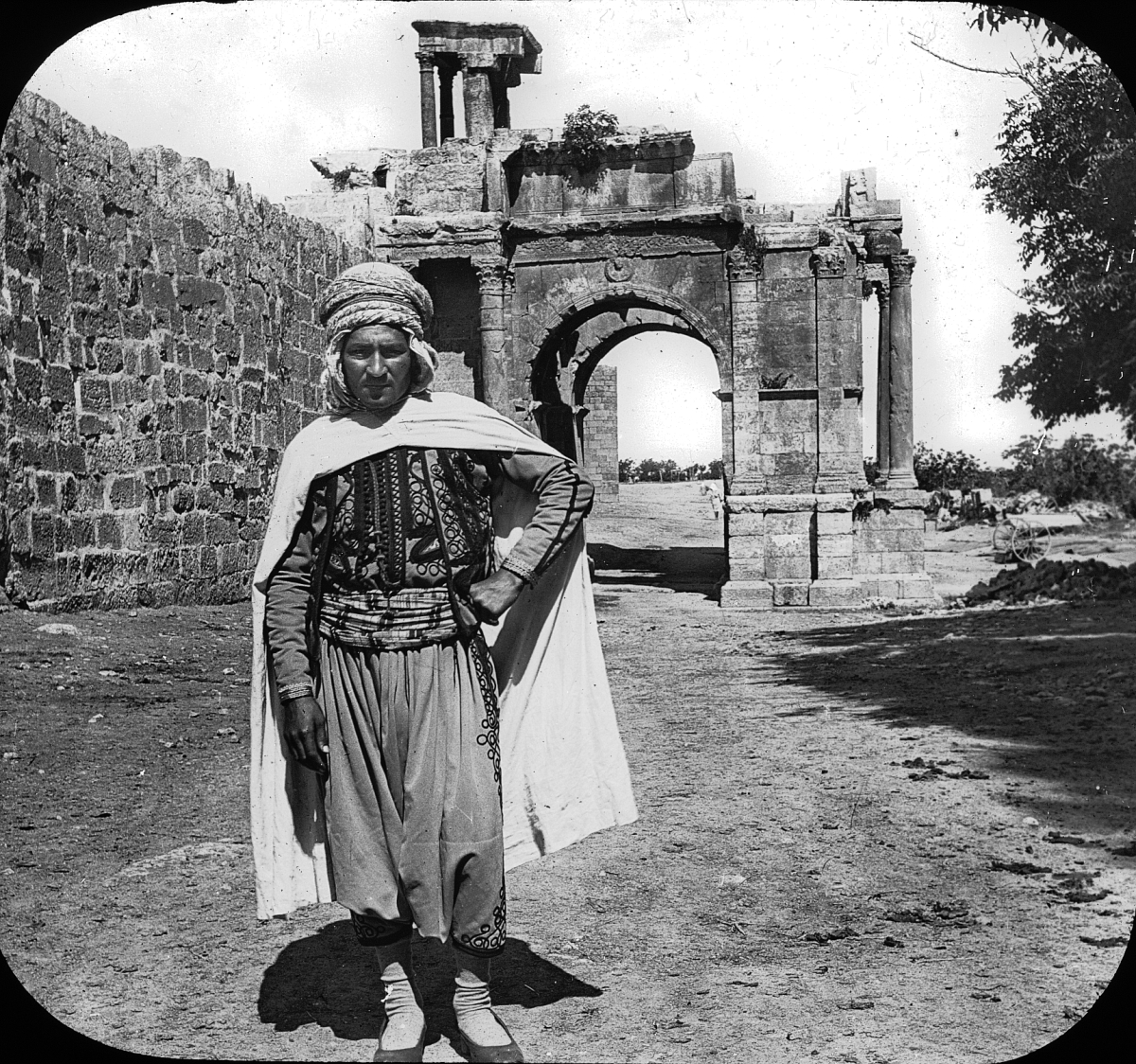
تبسة
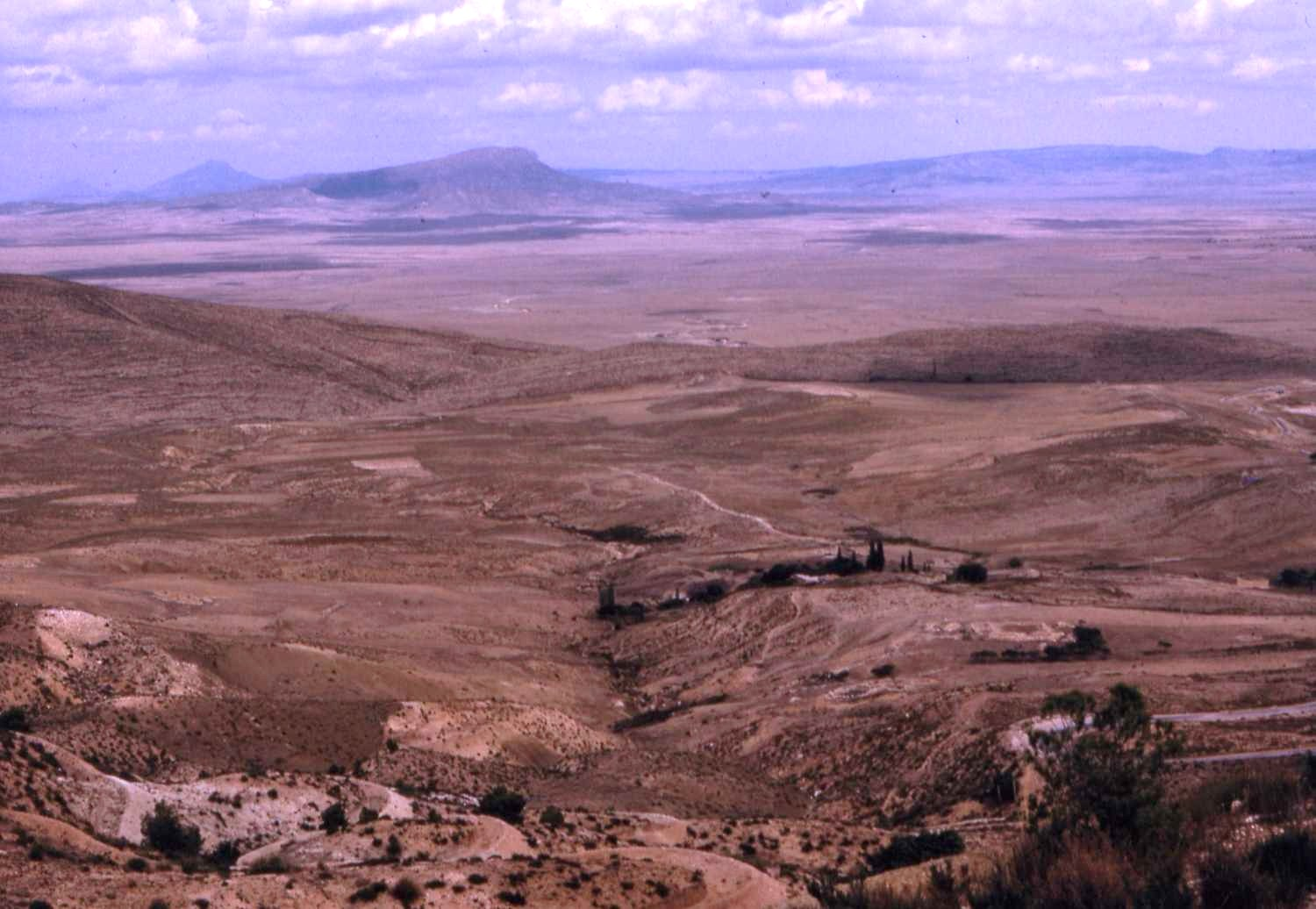
منطقة النمامشة

وصفها أحد المؤرخين فقال: هي مدينة قديمة أزلية فيها آثار كثيرة عجيبة، فيها دار المسرح وقد تهدم أكثره أغرب ما يكون من البناء وفيها هيكل يظن الرائي أنه كلما رفع يده عنه ما يكاد يعرف الفرق بين أحجاره لو غرست إبرة بين حجرين من أحجارها ما وجدت منفذا وفي داخله أقباء معودة بعضها فوق بعض وبيوت تحت الأرض وأزاج كثيرة ولها منظر هائل تشهد على عظمة الحضارة الرومانية وإنما المسكون منها اليوم هو قصرها فقد أصبح متحفا وعليه سور من حجر جليل متقن كأنما فرغ منه بالأمس باختصار هو حصن عظيم.

### مرحلة الاستقلال
عرفت مدينة تبسة توسعا عمرانيا كبيرا خلال فترة الأستقلال مع نمو أقتصادي واجتماعي كبير، حيث تمت ترقيتها إلى مقر ولاية سنة 1947، حققت إنجازات هائلة في ظرف وجيز والعديد من المنشآت الصحية والتربوية، وكذا إنجاز بنية تحتية هامة في جميع القطاعات، وأحتضانها للعديد من التظاهرات الثقافية والرياضية على المستوى الجهوي والوطني، علما أن المدينة تدرس مشاريع كبرى أخرى لإنجازها مثل مركب سياحي ضخم، ترامواي تبسة، تلفريك، ملعب كرة قدم جديد، مركز رياضي بمقاييس عالمية.

## الأعلام
- إذاعة تبسة
- البث الحي لإذاعة تبسة على النت أخبار الولاية على مدار الساعة.

## البنية التحتية

### شبكة الطرقات
- 12 فروع للأشغال العمومية
- 12 دور صيانة
- الهياكل الأساسية للطرق:
- الطرق الوطنية(كلم): 564.9
- الطرق الولائية(كلم): 418.4
- الطرق البلدية(كلم): 1.625.30
- 49 منشأة فنية على الطرق الوطنية
- 14 منشأة فنية على الطرق الولائية
- 08 منشأة فنية على الطرق البلدية
- المنشآت المطارية:
- مطار دولي

## نقل والمواصلات

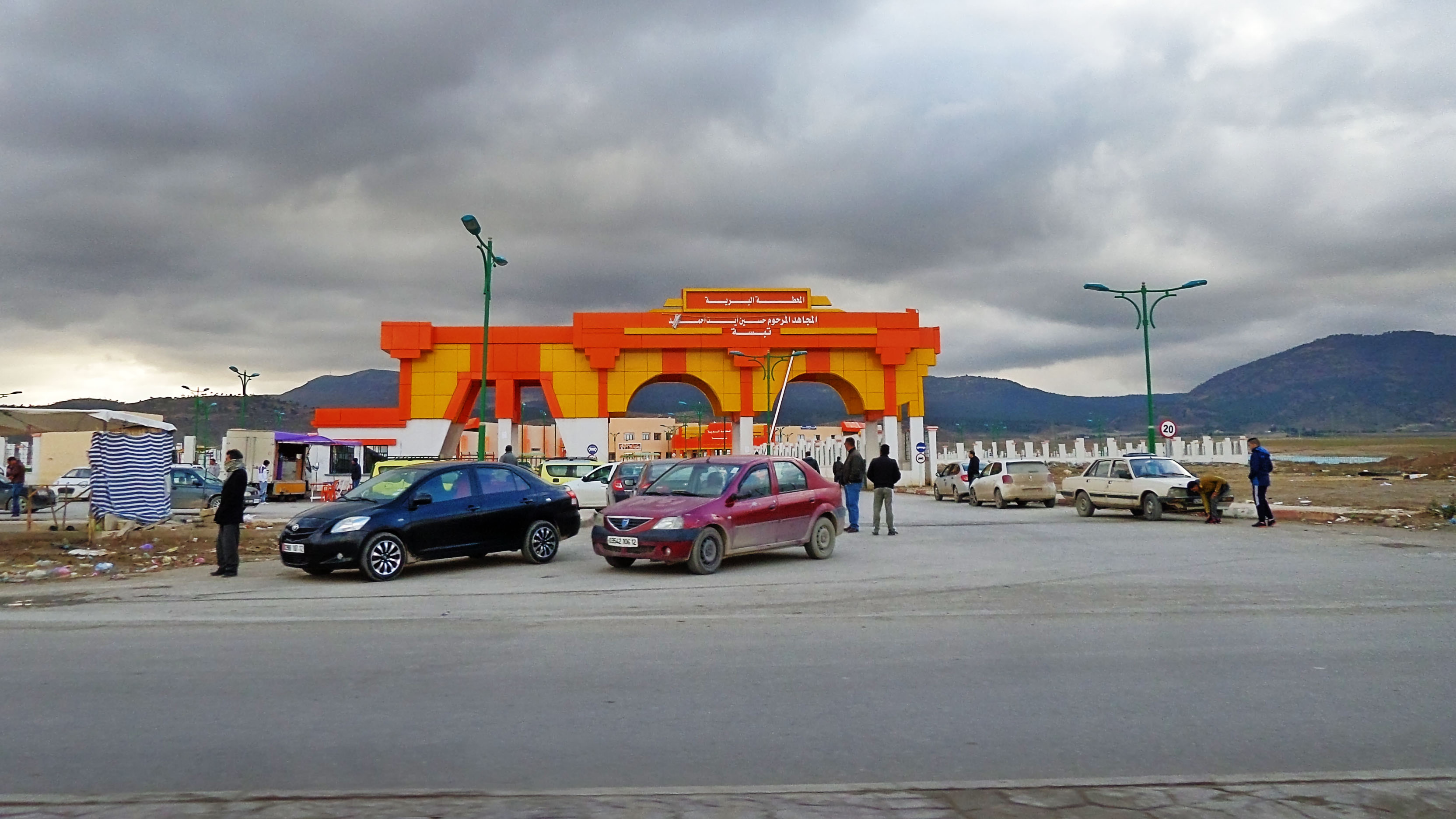
المحطة البرية تبسة

تضم مدينة تبسة حاليا محطة برية للنقل للحافلات والسيارات الأجرة بين الولايات، ويوجد حفلات تنقل إلى تونس وتوجد محطة للنقل بالسكك الحديدية في وسط المدينة حيث تضمن رحلة يومية إلى سوق أهراس وعنابة، أم البواقي.

### النقل الحضري
مؤسسة للنقل الحضري تدعمت بها مؤخرا المدينة، حافلات تضمن النقل إلى معظم أحياء المدينة.

### سيارات الأجرة
سيارات الأجرة أو تاكسي مواصلات عامة في المدينة مسجلة وذات لون أصفر موحد، تضمن النقل إلى أجميع مناطق المدينة.

### محطة السكة الحديدية
محطة قطار تبسة وهي محطة تديرها SNTF، وتقدم خدمات نقل البضائع والمسافرين إلى ضواحي الولاية، سوق أهراس وعنابة.

### مطار تبسة
مطار الشيخ العربي التبسي،  فتح رحلات يومية عبر الخطوط الجوية الجزائرية نحو الجزائر العاصمة ماعدا يوم السبت بداية وفتح خطوط جديدة قريبا نحو وهران والجنوب، وكذا رحلات دولية، يجدر الذكر أن مطار تبسة كان في الثمانينات مطار دولي.

## السياحة

### الحديقة الأثرية

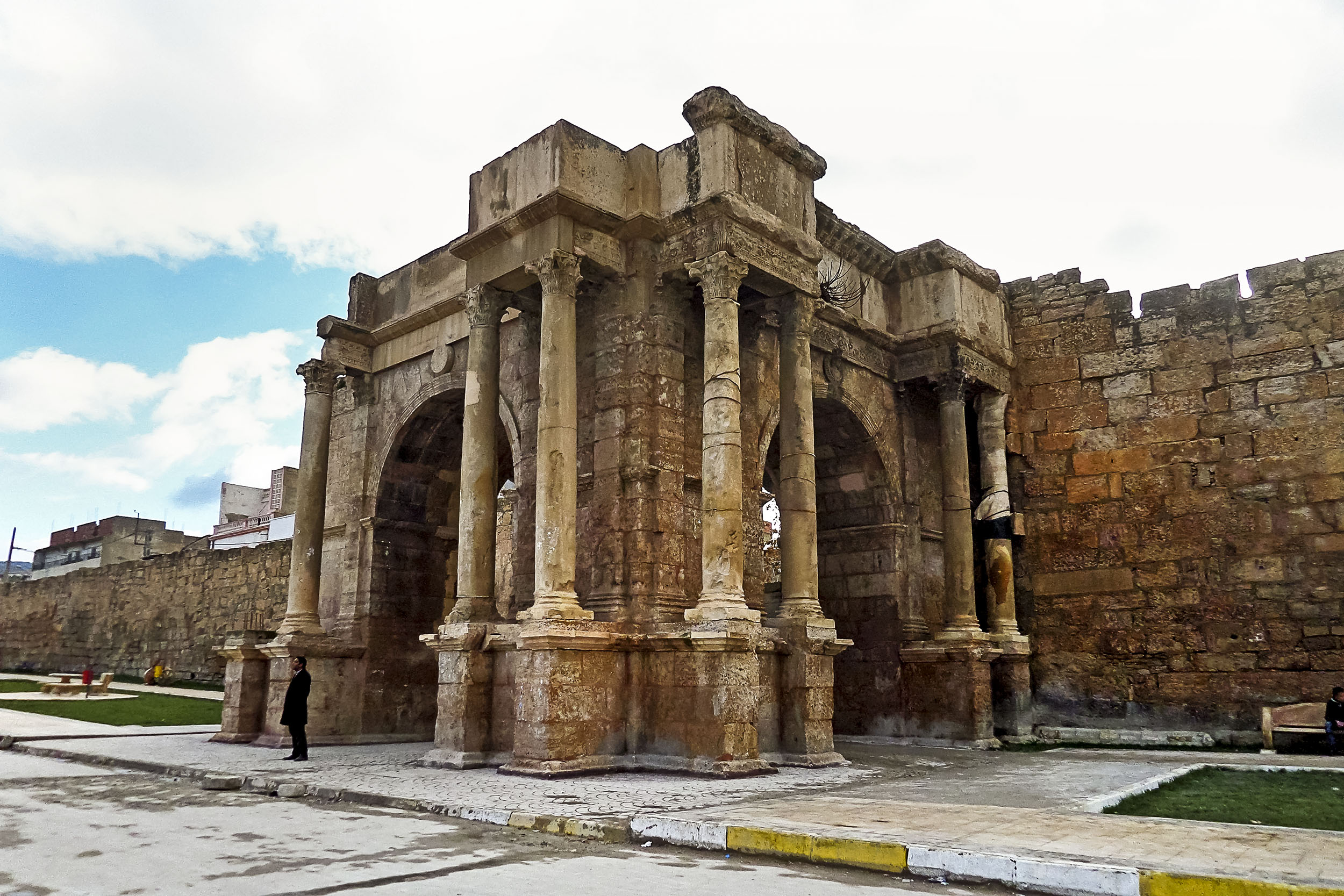
باب كاركالا

تقطب الحديقة الأثرية بوسط مدينة تبسة بمحاذاة (سينما المغرب) وبمقابل السور البيزنطي العديد من السواح شهرياً، الزوار ينقسم إلى ثلاث فئات يغلب عليه فئة الزوار الأجانب تليها فئة التلاميذ ثم الزوار المحليين مضيفا بأن الحديقة تضم أكثر من 500 وحدة من المقتنيات الأثرية المتمثلة في نصب نذرية وناقشات لاتينية وكذا عناصر معمارية من تيجان أيونية وأعمدة بالإضافة إلى آثار جنائزية ومعاصر للزيت وتماثيل وأساسات للبناء ولوحات فسيفسائية وكذا حمامات منجزة بالقطع الفسيفسائية الهندسية، وتعود هذه المقتنيات الأثرية إلى الفترتين الرومانية والبيزنطية وتحتل مساحة ب 5182 متر مربع محاطة بسياج حديدي ومحروسة من طرف عمال تابعين لإدارة المتاحف والمواقع الأثرية، أن هذه الحديقة الأثرية تعد من أهم المواقع التي تجمع بها إدارة المتاحف والمواقع الأثرية التحف المنقولة مشيرا إلى أن هذا الفضاء تعزز مؤخرا بتشغيل الإنارة العمومية لغرض فتح أبوابها أمام الزوار ليلا.

### الأماكن السياحية في مدينة تبسة
- قوس النصر كركالا، شيد بين 212 و 213م.
- المعبد الروماني مينرف مصنف وطنيا منذ سنة 1968.
- المسرح الروماني شيد في حوالي سنة 77.
- البازيليك القديس كرسبين.
- السور البيزنطي.
- معصرة برزقال.
- الكنيسة الرومانية.
- متحف الهواء الطلق.
- القصر القديم المعبد الوثني الفوروم الأقواس الروماني.
- المسجد العتيق شيد سنة 1842 على يد الأتراك، (العثمانية).

### حديقة التسلية
وتمتد هذه الحديقة على مساحة 19 هكتارا من بينها 65 بالمائة من الفضاءات الخضراء محاطة بعديد المسالك الضيقة الموجهة للراجلين، كما تتوفر هذه المنشأة على حديقة الحيوانات وفضاء للتسلية إلى جانب ميادين جوارية مخصصة للرياضات الجماعية·

### المعالم الدينية والثقافية
تنتشر بولاية تبسة العديد من المعالم الدينية والثقافية وهي تتميز بهندستها المعمارية التي تحاكي فنون البناء الإسلامي العربي وتتمثل هذه المعالم في المسجد العتيق الذي يعود إلى الفترة العثمانية.
- المسجد الكبير الشيخ العربي التبسي
- هذا بالإضافة إلى المدن القديمة لفركان نقرين والمدينة القديمة للحمامات.

### المنابع والحمامات المعدنية
تتوفر ولاية تبسة على منابع طبيعية بتركيبة معدنية جد غنية من شأنها استقبال مشاريع لتشييد محطات معدنية مهمة ومن بين هذه المنابع نجد:
- منابع الحمامات وأوكس أما الحمامات فتتوفر الولاية على حمام معدني واحد هو حمام يحي بن طالب بالمريج الذي يقع على بعد 60 كلم عن مقر الولاية تبسة يتميز هذا الحمام بطابعه التقليدي والقيمة العلاجية العالية لمياهه خاصة الأمراض الجلدية كما يوفر فضاء ملائما للنقاهة والراحة.

## الثقافة

### المراكز الثقافية والمتاحف
- دار الثقافي تبسة [5]،.[6]
- المركز الثقافي الأسلامي.
- متحف المجاهد.
- قاعة سينما المغرب
- المكتبة الرئيسية للمطالعة العمومية.

### ليالي رمضان
وهو مهرجان ثقافي طيلة شهر رمضان كل سنة.
- أناشيد ومسابقات دينية.
- عروض مسرحية.
- محاضرات والقاءات شعرية.

### الأسبوع الثقافي
الأسبوع الثقافي لتبسة في إطار التبادل الثقافي ما بين الولايات وضمن المهرجانات الثقافية المحلية للفنون والثقافات الشعبية التي تأتي تدعيما للتبادل الثقافي والفني بين الولايات، حيث تكون ولاية تبسة ضيفة على 48 ولاية على مدار السنة.

### المعارض والملتقيات
- شهر التراث كل سنة. (معارض ومهرجانات)
- معرض الكتاب.

### سينما
الفيلم التاريخي « طاحونة السيد فابر»
 للمخرج الكبير أبن مدينة تبسة، أحمد راشدي، والذي تقمص أدواره مجموعة من الفنانين، ومن أبرز الوجوه السينمائية العربية والجزائرية والعالمية على غرار الممثل المصري الكبير عزت العلايلي، والراحل عبد المنعم مدبولي، وحسن مصطفى والممثل الأمريكي جاك روفيلو، والممثل الجزائري الكبير سيد أحمد أقومي، بمشاركة المئات من سكان ولاية تبسة.

### الحرف التقليدية
تحتل ولاية تبسة مكانة رائدة في ميدان الصناعات التقليدية وذلك نظرا لتوفر المواد الأولية من صوف، خشب، الجلود، وطين وهذا ما جعل صناعتها التقليدية تتميز بالتنوع والثراء من حيث الألوان والأشكال أهم منتج تقليدي بهذه الولاية هو وتحمل رموزا وتزيينات مستوحاة من الطبيعة زربية الدراقة، الحنبل، المرقوم، والبرنوس هذا بالإضافة إلى صناعة تحف تزينية من الفخار والطين صناعة السروج ومعدات الفروسية والسلالة التي تصنع من سعف النخيل والتي تنتشر بمنطقتي نقرين وفركان.

### الفروسية
تكتسب الفروسية جذورا عميقة بولاية تبسة وما تزال إلى اليوم محافظة على هذا الفن النبيل بل أكثر من ذلك هي تعتبر جزءا لا يتجزأ من العادات والتقاليد الأصيلة للتبسيين من أبرز أنواع الخيول البربرية التي تنتشر تربيتها بولاية تبسة هس الخيل البربري الذي يحظى بحلة متميزة وهي تتمثل في السرج المطرز بالمجبود اللجام والجلال أما الفارس فيرتدي القنور اللحافة الزمالة الصفراء التي يشدها بالخيط وتثبت على الرأس القاط والجليكة هما عبارة عن قميص وسترة مطرز بالمجبود السروال العروبي والمست أو الجزمة الجلدية كما يلبس الفرسان المحزمو والحولي تصنع الفروسية عروضا متنوعة أثناء الأعراس والاحتفالات بتبسة وترسم فنتازيا تثير الفرجة والفضول.

### الألعاب الشعبية
تنتشر في المجتمع التبسي ألعابا شعبية تعتبر وسيلة للتسلية وفرصة لإبراز المهارات ومن أشهرها الخربقة وتلعب بواسطة مجموعة من الحصي وهي تشبه إلى حد بعيد لعبة الشطرنج هذا بالإضافة إلى لعبة السيق والقوسة.

## فن الطبخ
يتميز الطبخ بولاية تبسة بتنوع أطباقه ولذتها الفائقة ناهيك عن قيمتها الغذائية العالية بالنظر إلى مكونات الأطباق وكيفية إعدادها كما يعتبر سفيرا أمينا لعادات وتقاليد وأعراف المنطقة ومن أشهر الأطباق التقليدية التي ندعوك لتذوقها كسرة الشحمة، الكسكسي التقليدي، الغرايف والمفور ومن الحلويات التقليدية :
- المقروط
- الزلابية
- البقلاوة.

## التعليم
يوجد مراكز تعليمية على كافة المستويات من التعليم الابتدائي إلى غاية التعليم العالي أيضاً العديد من المدارس الخاصة.
- مركز التعليم عن بعد لولاية تبسة والذي يتبع لديوان الوطني للتعليم والتكوين عن بعد.

### جامعة تبسة

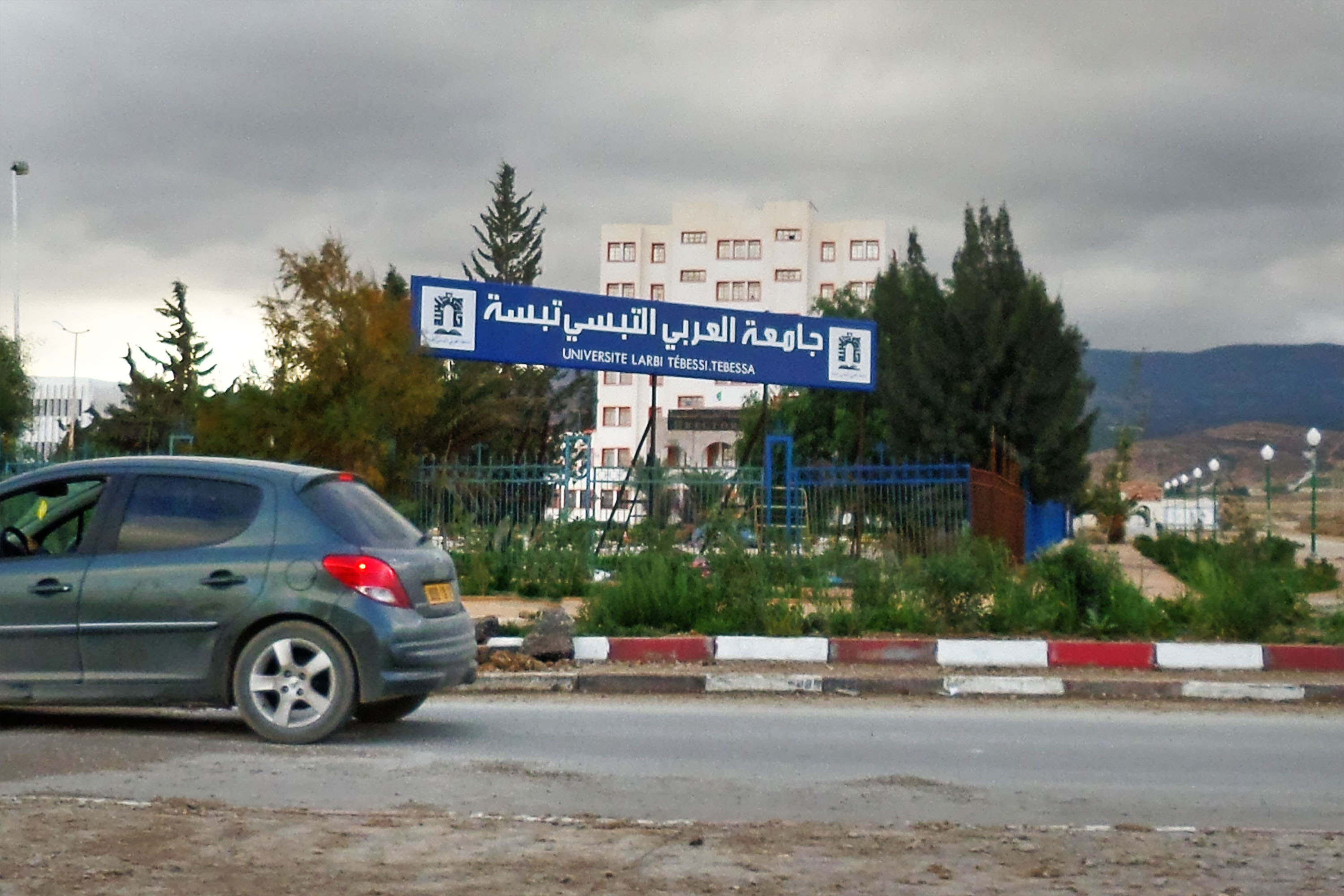
جامعة العربي التبسي

- جامعة تبسة العربي التبسي.

وتشمل جامعة تبسة على 06 ست كليات على النحو التالي:
- كلية الآداب واللغات.
- كلية العلوم الإنسانية والاجتماعية.
- كلية العلوم الاقتصادية والاجتماعية وعلوم التسيير.
- كلية الحقوق والعلوم السياسية.
- كلية العلوم الدقيقة وعلوم الطبيعة والحياة.
- كلية العلوم والتكنولوجيا.
- معهد جامعي للزراعة البيطرية.
- جامعة التكوين المتواصل (UFC).

وقعت جامعة الشيخ العربي تبسي
وجامعة تورنتو الإيطالية على هامش الملتقى الدولي لعلم الآثار بتبسة اتفاقية توأمة وعمل في مجال البحث الأثري بعاصمة الآثار كما تلقب وادي جبانة بمدينة بئر العاتر التي كانت تعد في السابق محطة عبور أستعملها الرومان للتنقل نحو العمق الإفريقي.

### التكوين المهني
- يوجد 13 مركز لتكوين المهني والتمهين بولاية تبسة.
- المعهد الوطني المتخصص في التكوين المهني للتسيير جبل الجرف تبسة

## قطاع الصحة
- مستشفى بن جدة بمدينة تبسة.
- مستشفى خالدي عزوز. (عيادة التوليد)
- ملحقة لمعهد باستور.
- عيادة متعددة الخدمات.
- 10 قاعات علاج بالإضافة إلى 25 سيارة إسعاف و 12 سيارة رباعية الدفع.
- عيادتين متعددتي الخدمات.
- مركز جهوي للأمراض العقلية يتسع ل 120 سرير
- مركز لمعالجة المدمنين.
- مدرسة للتكوين شبه الطبي.
- عيادة خاصة[8] جماعية للأشعة والتصوير الطبي، وتتوفر هذه العيادة على جهاز سكانير للكشف المقطعي وجهازين للصدى الصوتي وجهاز أشعة خاص بالعظم وآخر خاص بالكشف عن الثدي وجهاز أشعة بانورامي خاص بالأسنان إلى جانب جهاز لرقمنة صور الأشعة.

## المصانع
أهم الثروات والمصانع بالولاية:
- منجم الحديد بالونزة وبوخضرة
- منجم الفوسفات ببئر العاتر
- مصنع العجائن بالعوينات
- مركب غزل الصوف تبسة.
- مصنع الإسمنت.
- مصنع الأنابيب.
- مصنع الزجاج بالماء الأبيض

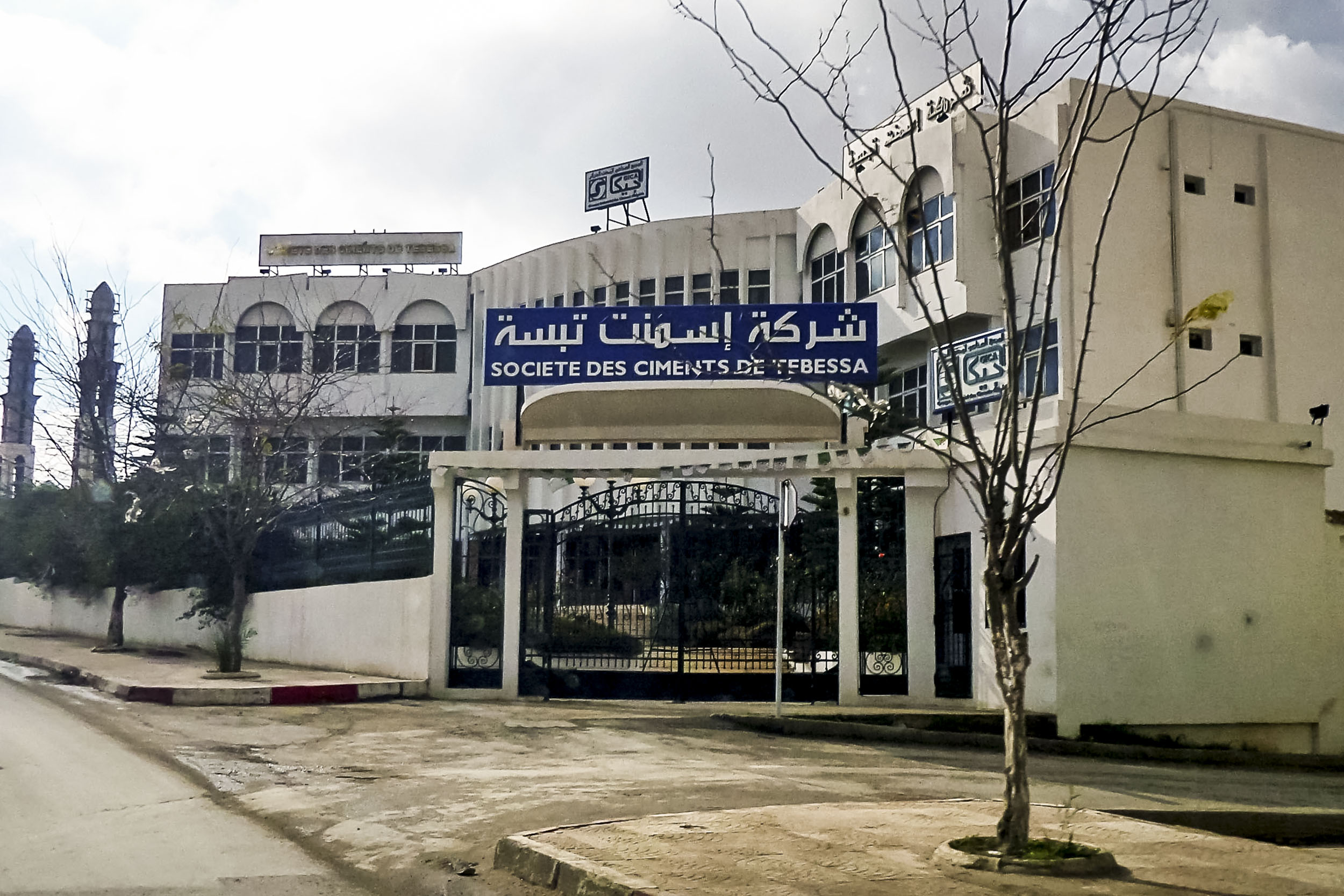
شركة أسمنت تبسة

- وحدة السلام إلكترونيك	طريق تبسة	تركيب المواد الكهرمنزلية.
- ش.ذ.م.م ساتيكوب طريق بكارية تبسة	إنتاج : الدهن والغراء.
- مؤسسة فاموس	طريق المريج الونزة	إنتاج : المواد الحديدية
- شركة إسمنت تبسة (SCT) طريق بئر العاتر الماء الأبيض إنتاج : الإسمنت
- ش.ذ.ش. و.م.م بن عمر أم علي إنتاج : الآجر
- ش.ذ.م.م سواب أم علي إنتاج : الآجر
- ش.ذ.م.م الازدهار أم علي إنتاج : الآجر
- ش.ذ.م.م تازبنت المنطقة الصناعية تبسة	تفصيل الرخام
- ش.ذ.م.م IBCC المنطقة الصناعية تبسة	إنتاج : البـــــلاط
- ش. تضامن مشري نهج هواري بومدين تبسة	إنتاج الأثاث المدرسي
- وحدة المطاحن : إنتاج السميد ودقيق الخبز.
- وحدة الوسام : إنتاج السميد.
- وحدة الصفاء: إنتاج الخبز.
- وحدة الهلال : إنتاج السميد ودقيق الخبز
- وحدة الوردة البيضاء المنطقة: إنتاج السميد.
- وحدة سالميا : إنتاج دقيق الخبز
- وحدة المرجان : إنتاج السميد ودقيق الخبز
- وحدة مبروسحي الجبل : إنتاج السميد ودقيق الخبز
- وحدة السنابل الذهبية : إنتاج الخبز
- وحدة الهضاب : إنتاج السميد ودقيق الخبز
- وحدة سيف : إنتاج السميد ودقيق الخبز.
- وحدة ارتقاء: إنتاج السميد
- ش.ذ.م.م يوكوس الحمامات إنتاج المياه المعدنية
- ش.ذ.م.م بوعكوس الحمامات إنتاج المياه المعدنية
- ش.ذ.م.م تيفاستبئر العاتر إنتاج المياه المعدنية
- ش.ذ.م.م جينيال المنطقة الصناعية تبسة إنتاج المشروبات الغازية
- جودي SNC طريق قسنطينة تبسة إنتاج المشروبات الغازية
- مشروبات الشرق نهج الأقواس الرومانية تبسة إنتاج المشروبات الغازية
- زغدودي عمارة حي الجرف تبسة: إنتاج المشروبات الغازية
- قاسمي عيسى رأس العيون إنتاج: المشروبات الغازية
- زرقي يونسحي المطار بئر العاتر إنتاج المشروبات الغازية
- ش.ذ.م.م مروى الشريعة إنتاج المشروبات الغازية
- ملبنة ميلك تبسة.

### المناجم
المناجم : إستخراج الحديد والفوسفات.

## موارد المياه

### السدود
وتضم هذه الولاية السدود التالية:
- سد فيلج.
- سد الصفصاف الويسرة.
- سد عين الزرقة.

وتندرج هذه السدود ضمن 65 سدّا قيد التشغيل في الجزائر في حين أن 30 سدّا آخر قيد الإنشاء في عام 2015.

## الرياضة
المركب المتعدد الرياضات الجديد نقرين وخمسة مركبات رياضية جوارية وخمس دور شباب و 38 ملعبا رياضيا جواريا وبيتين للشباب بكل من نقرين وبكارية وقاعتين متعددتي الرياضات بنفس البلديتين، ملعب كرة قدم للمركب الرياضي بئر العاتر، وتحصي ولاية تبسة 60 جمعية للشباب و 40 ناديا رياضيا هاويا تابعا ل11 رابطة متخصصة.
- مركب رياضي ملعب 4 مارس وقاعة متعددة الرياضات، مسبح.
- نادي اتحاد تبسة [9]، [10] (UST) لكرة القدم تأسس 31 أغسطس 1936؛  منذ 88 سنة، نادي عريق يلقب بالكناري، معروف باللونين الأسود والأصفر يلعب ب القسم الثاني الهاوة الشرق، صفحة النادي على موقع كووورة.
- أكاديمية سبورتينغ برو نادي ومدرسة لكرة القدم.
- الأكاديمية الرياضية لولاية تبسة
- رابطة تبسة الجهوية لكرة القدم.

### بيوت الشباب بولاية تبسة
- بيت الشباب تبسة، الهاتف: 0771170581.
- بيت الشباب عزون بوبكر طريق قسنطينة، الهاتف : 037490750.

## إتفاقيات والتوأمة والصداقة
- تونس - اتفاق بين ولايتي قفصة والقصرين وتوزر مع ولاية تبسة على تكثيف التعاون والشراكة.

## أعلام تبسة
- دوناتوس
- ماكسيميليان (قديس)،(باللاتينية:Maximilianus) هو قديس مسيحي وشهيد يُحتفل به يوم 12 مارس. ولد في القرن الثالث الميلادي عام 274م وهو إبن فابيوس فيكتور٬ مُحارب قديم بالجيش الروماني.
- شيخ العربي التبسي أحد أعمدة الإصلاح في الجزائر، وأمين عام جمعية العلماء المسلمين الجزائريين والمجاهد البارز الذي خطفته يد التعصب والغدر الفرنسية عام 1957م.
- محمد الشبوكي، عضو في جمعية العلماء المسلمين الجزائريين، شاعر وأديب وكاتب.
- مالك بن نبي، مفكر في علم الاجتماع والفلسفة.
- مقداد سيفي: سياسي جزائري.
- روبار مارلي (Robert Merle): الكاتب الفرنسي الكبير
- مختار حنيني، شاعر ومستشار تربوي.
- أحمد راشدي، مخرج سينمائي.
- محمد راشدي، مطرب.
- محمد حزرولي، مخرج سينمائي.
- قدور الكويفي، عميد الأغنية التبسية.
- مختار جنيني، شاعر.
- علي معيفي، شاعر.
- حمدادو الصادق، فنان.

## معرض الصور

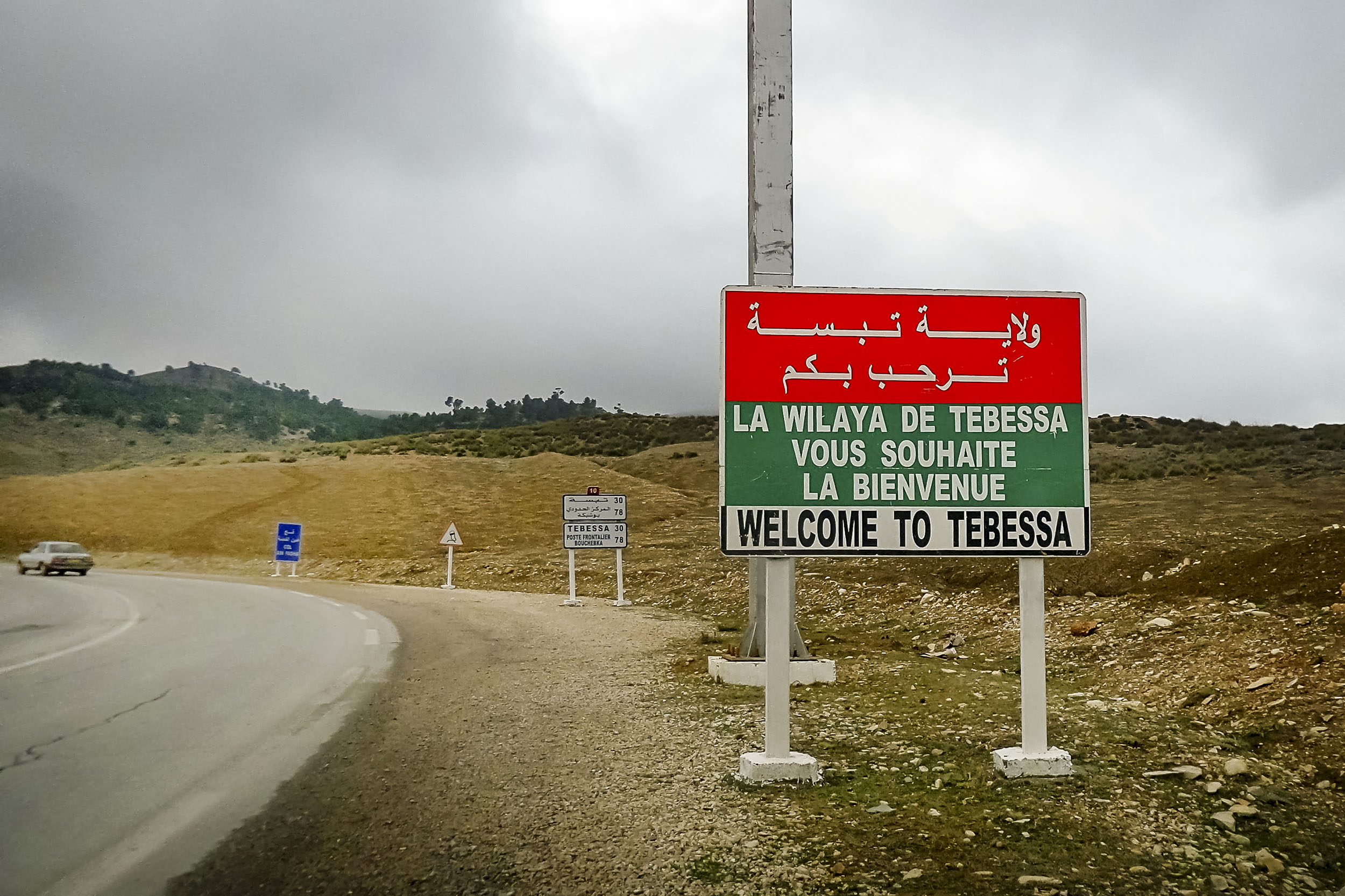
تبسة
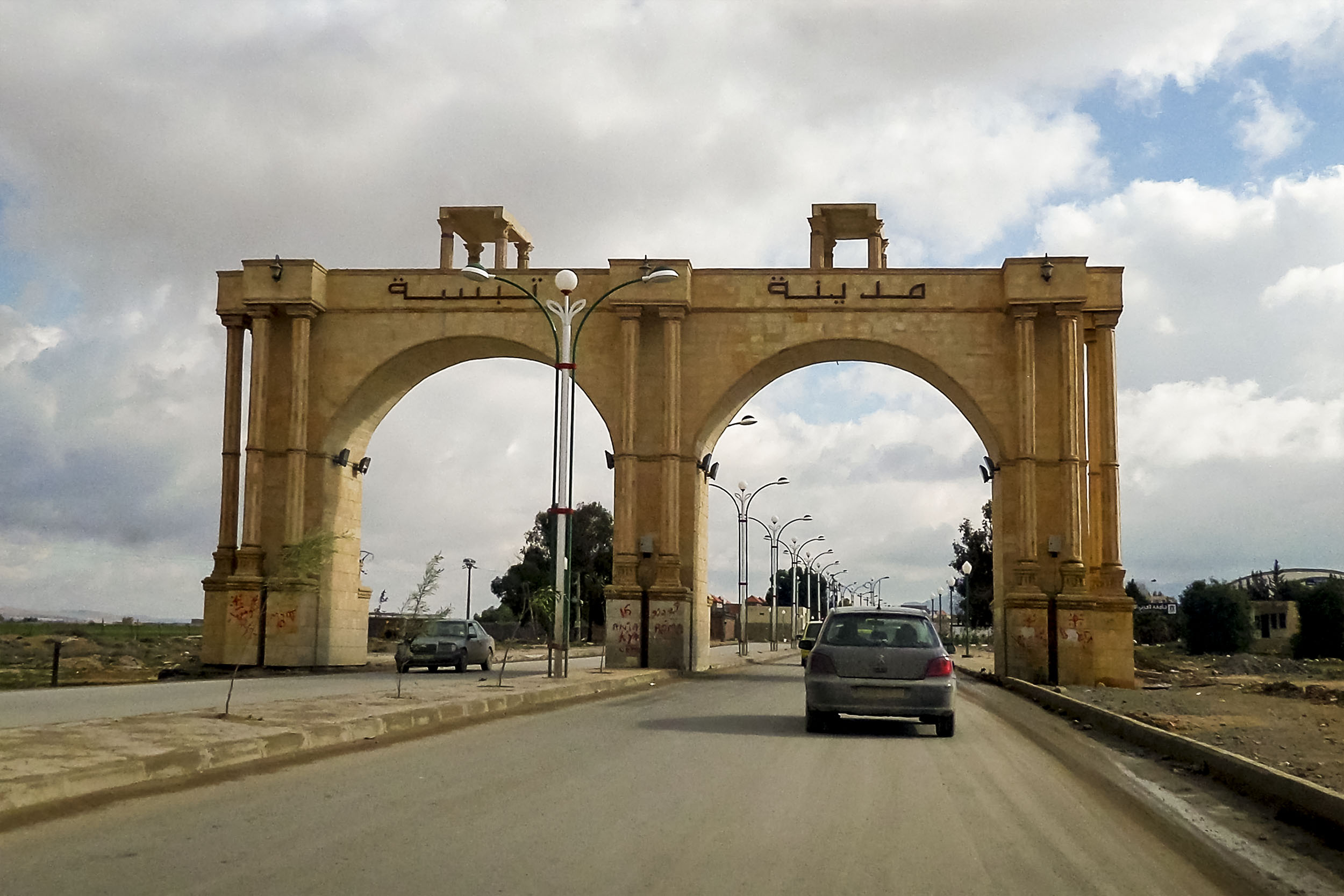
مدخل مدينة تبسة
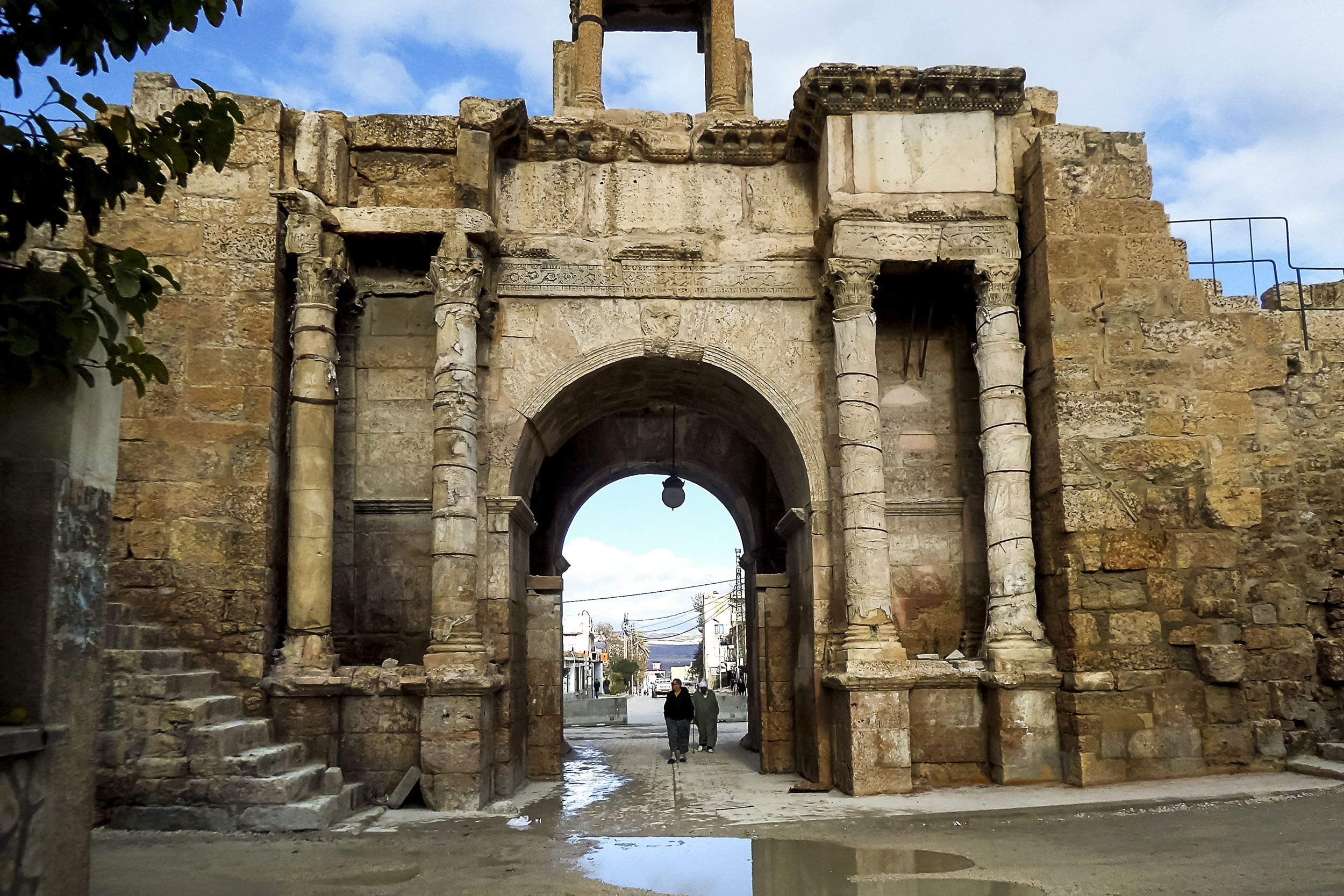
باب كاركالا
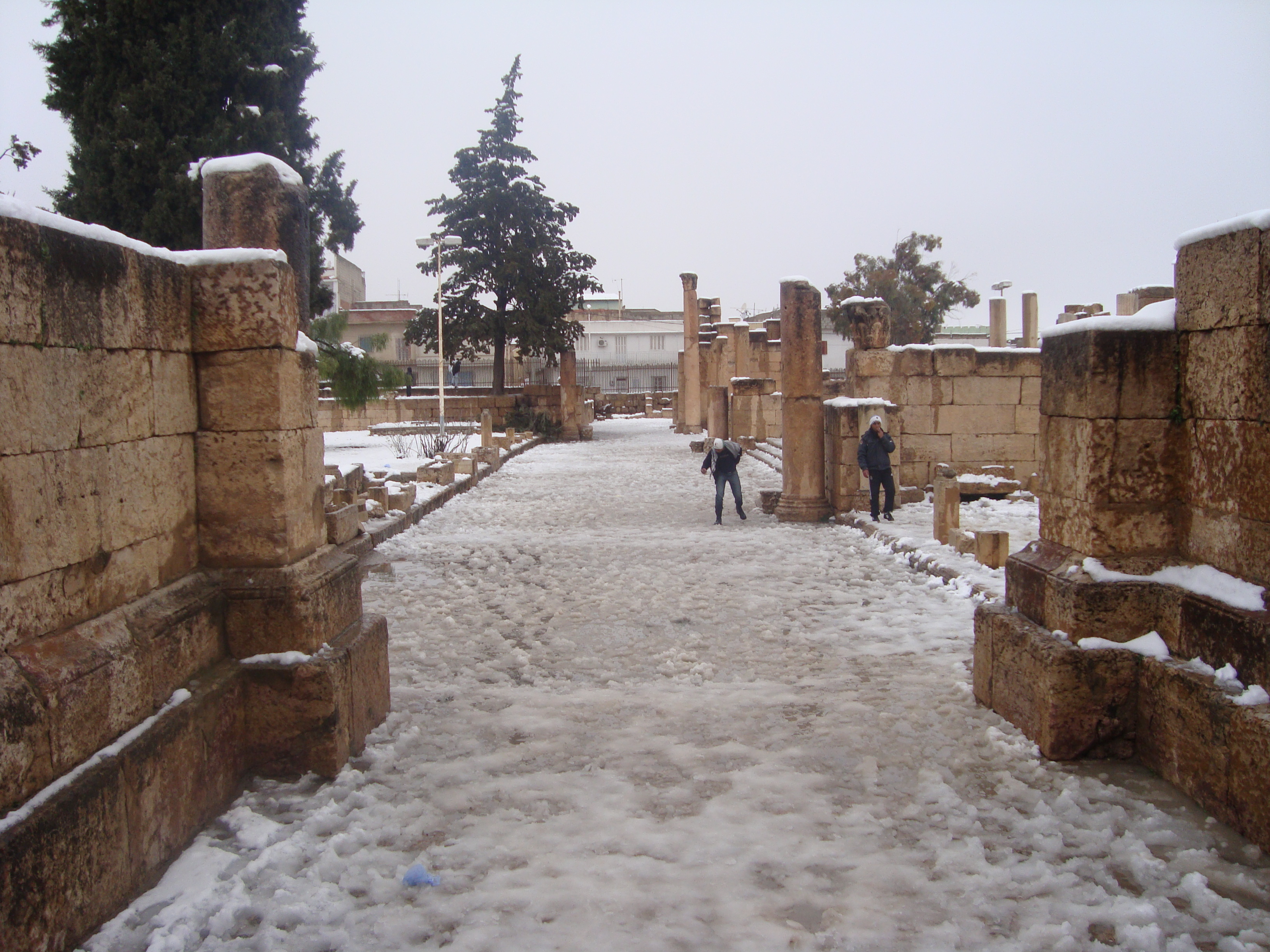
تيفست، تبسة
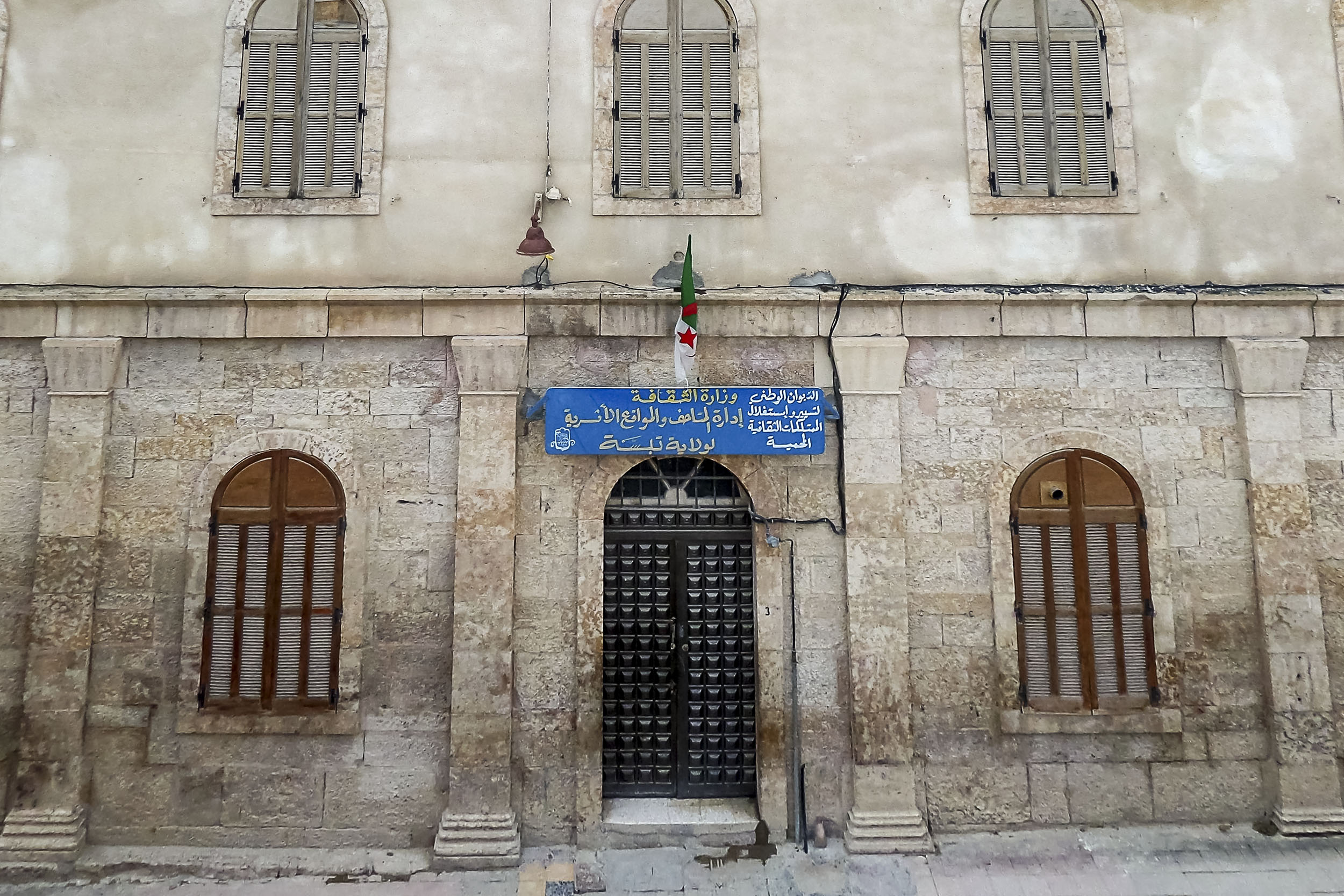
أدارة المتحف
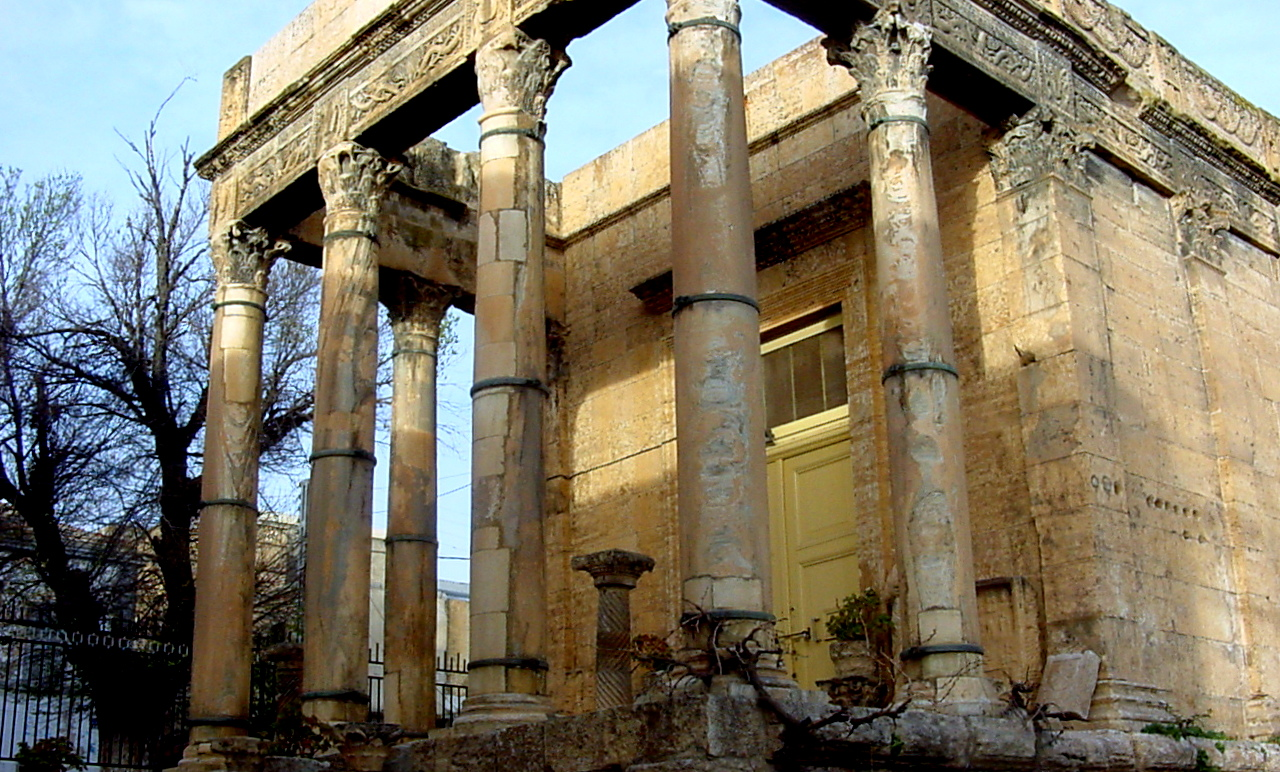
تيفست
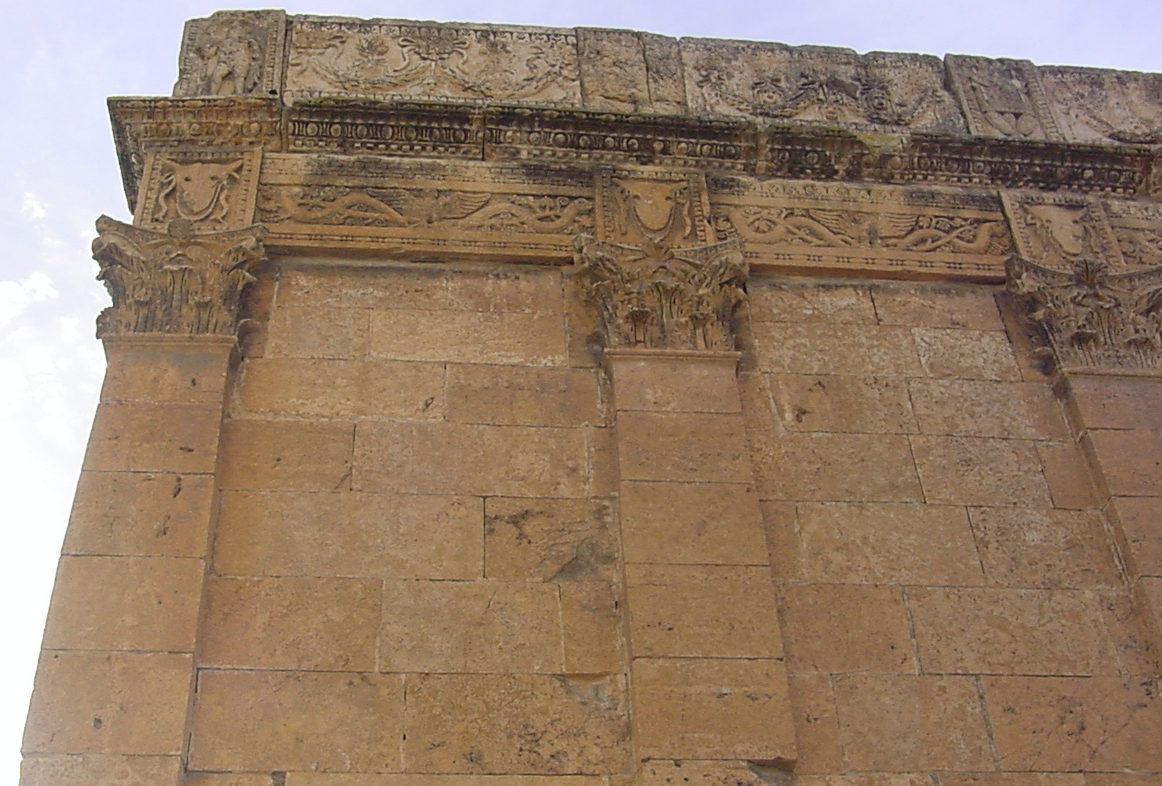
تيفست
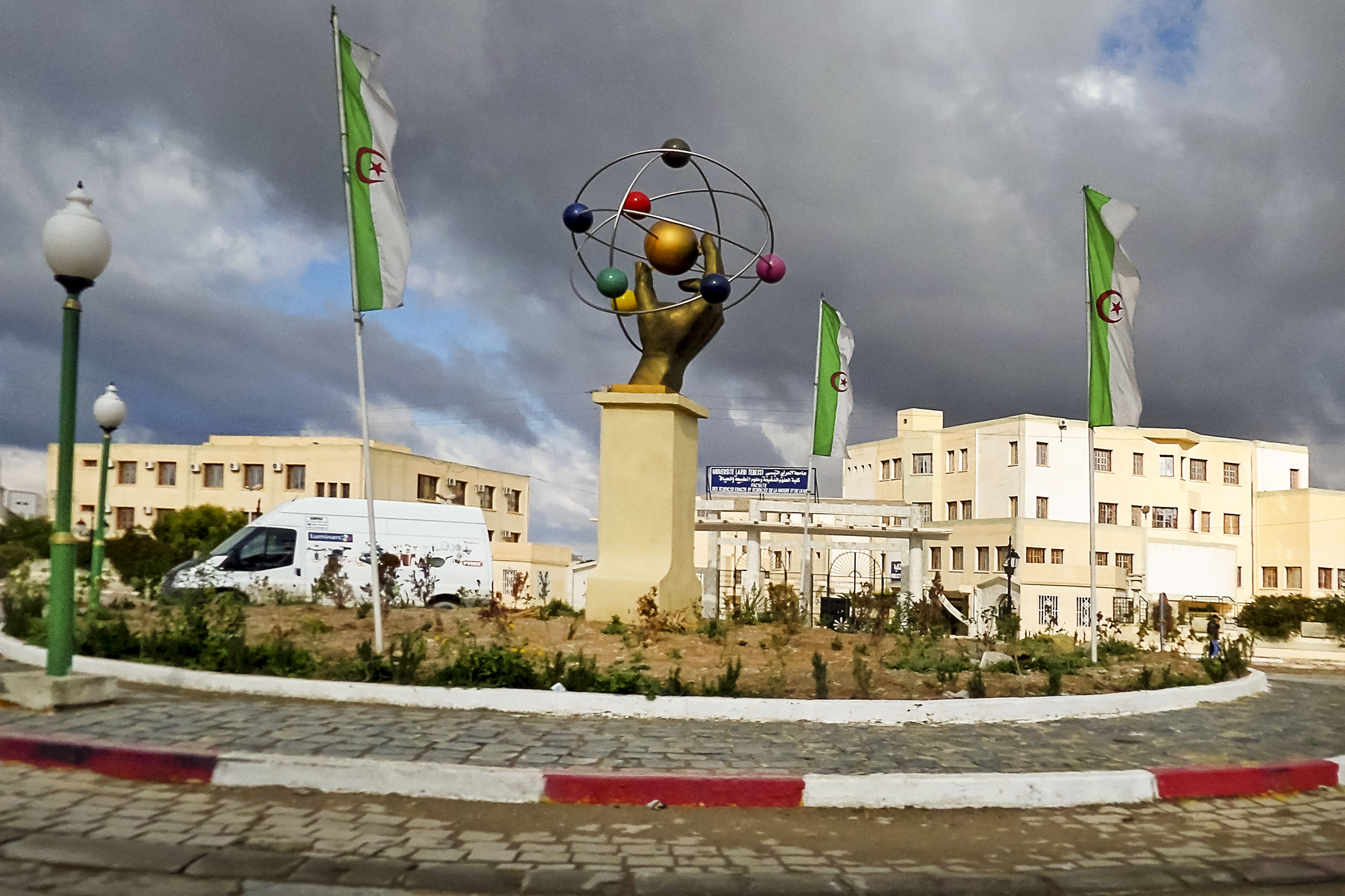
تبسة
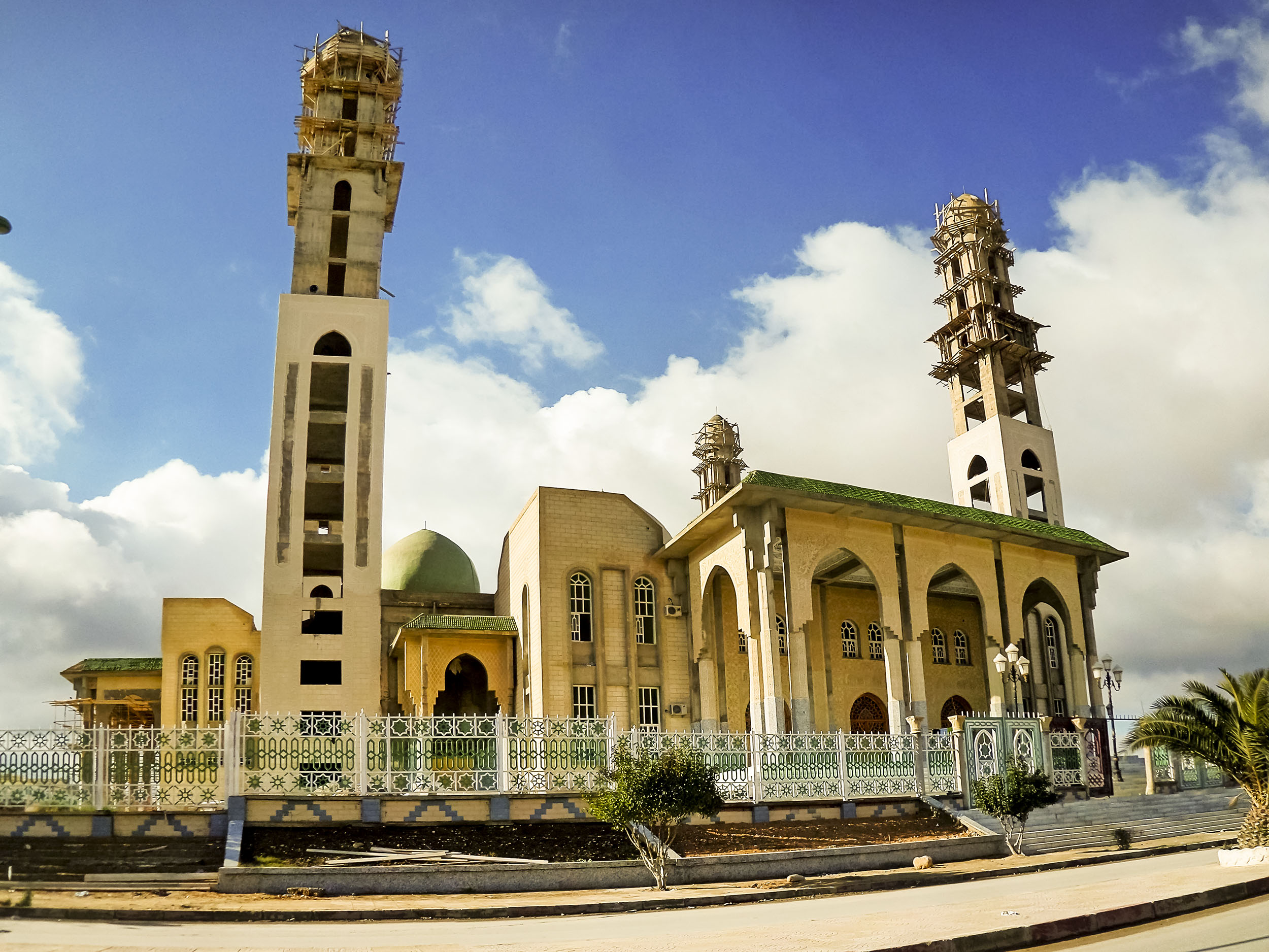
مسجد العربي التبسي
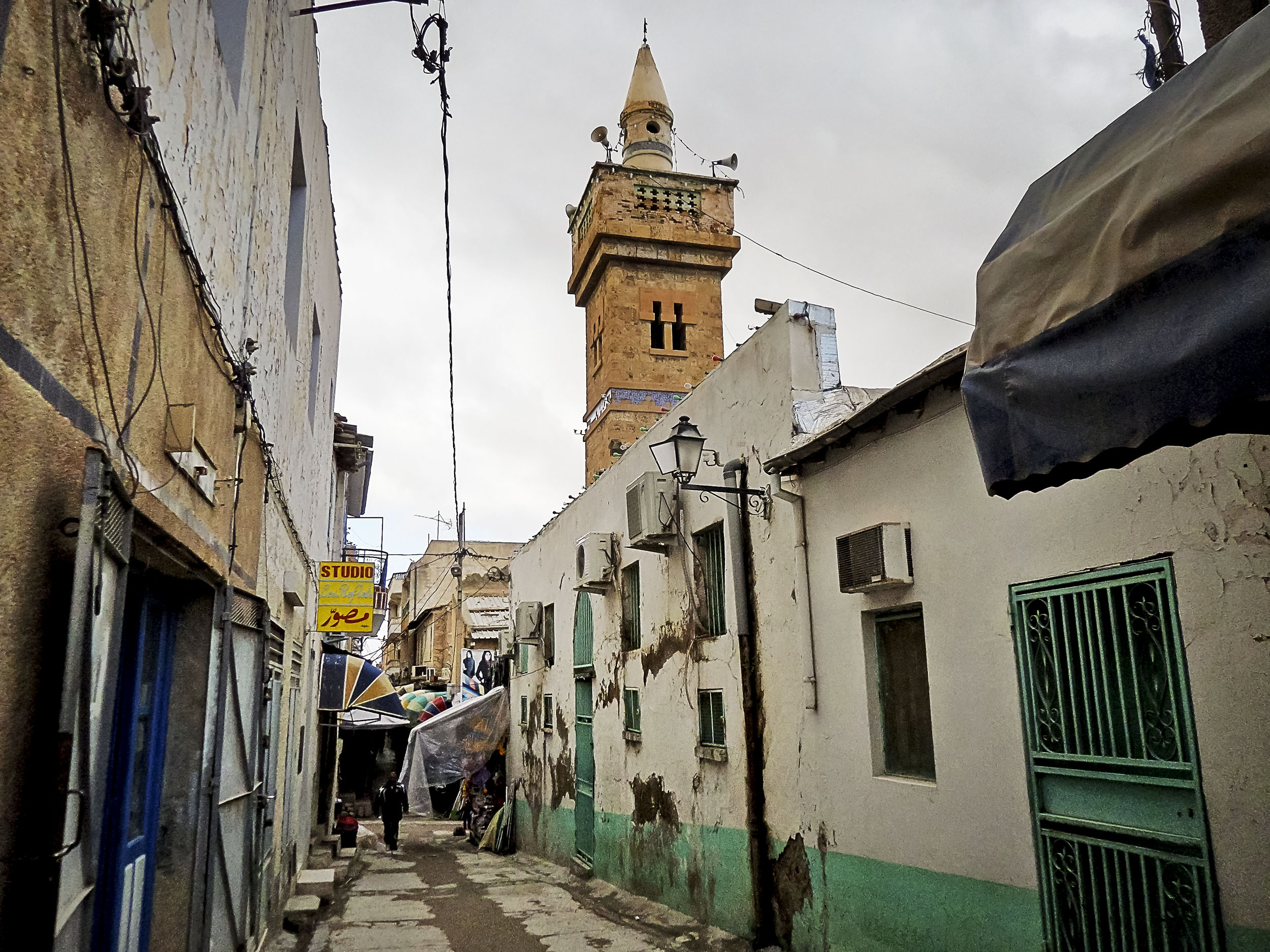
مسجد العتيق
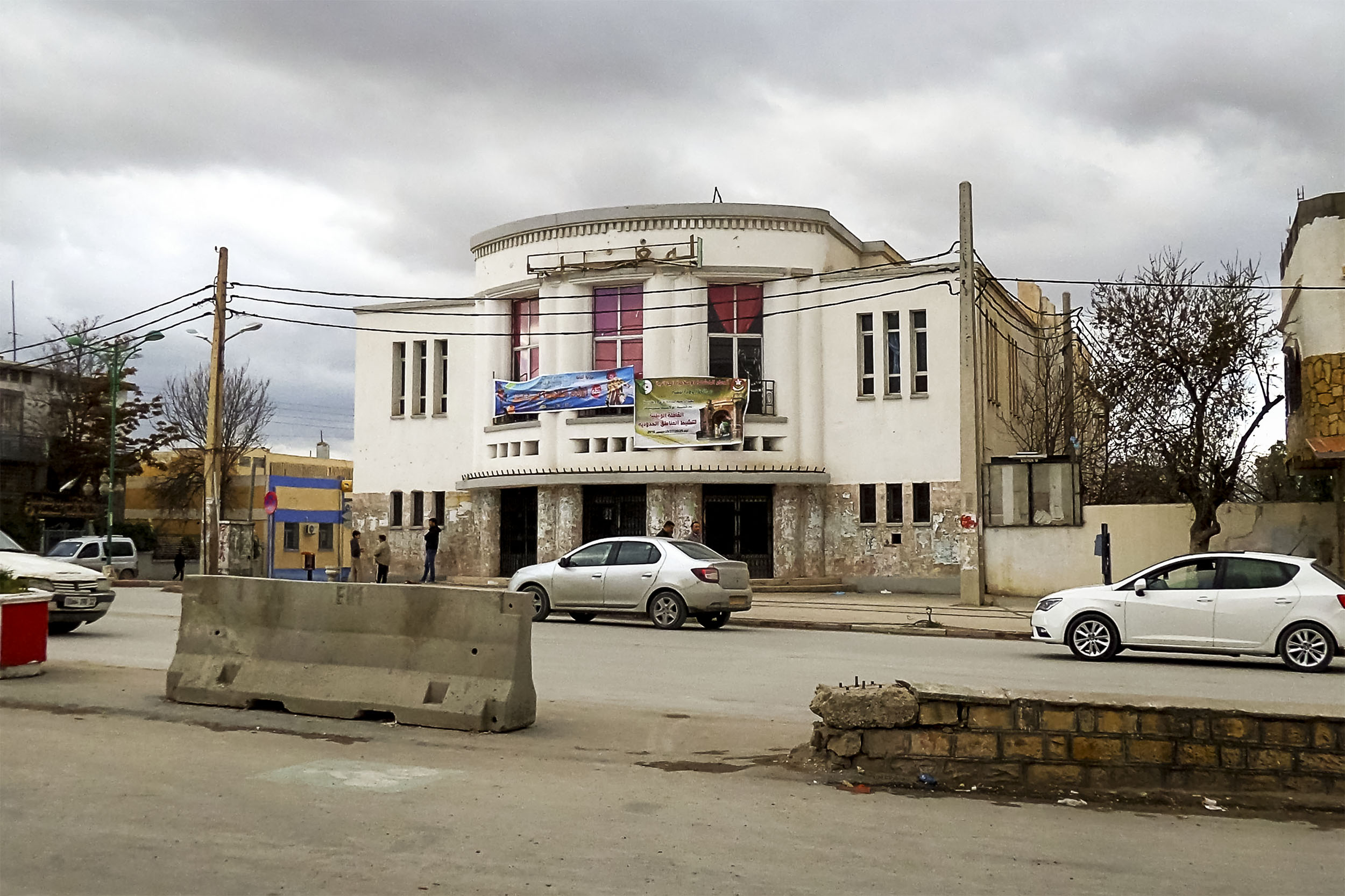
سينما المغرب
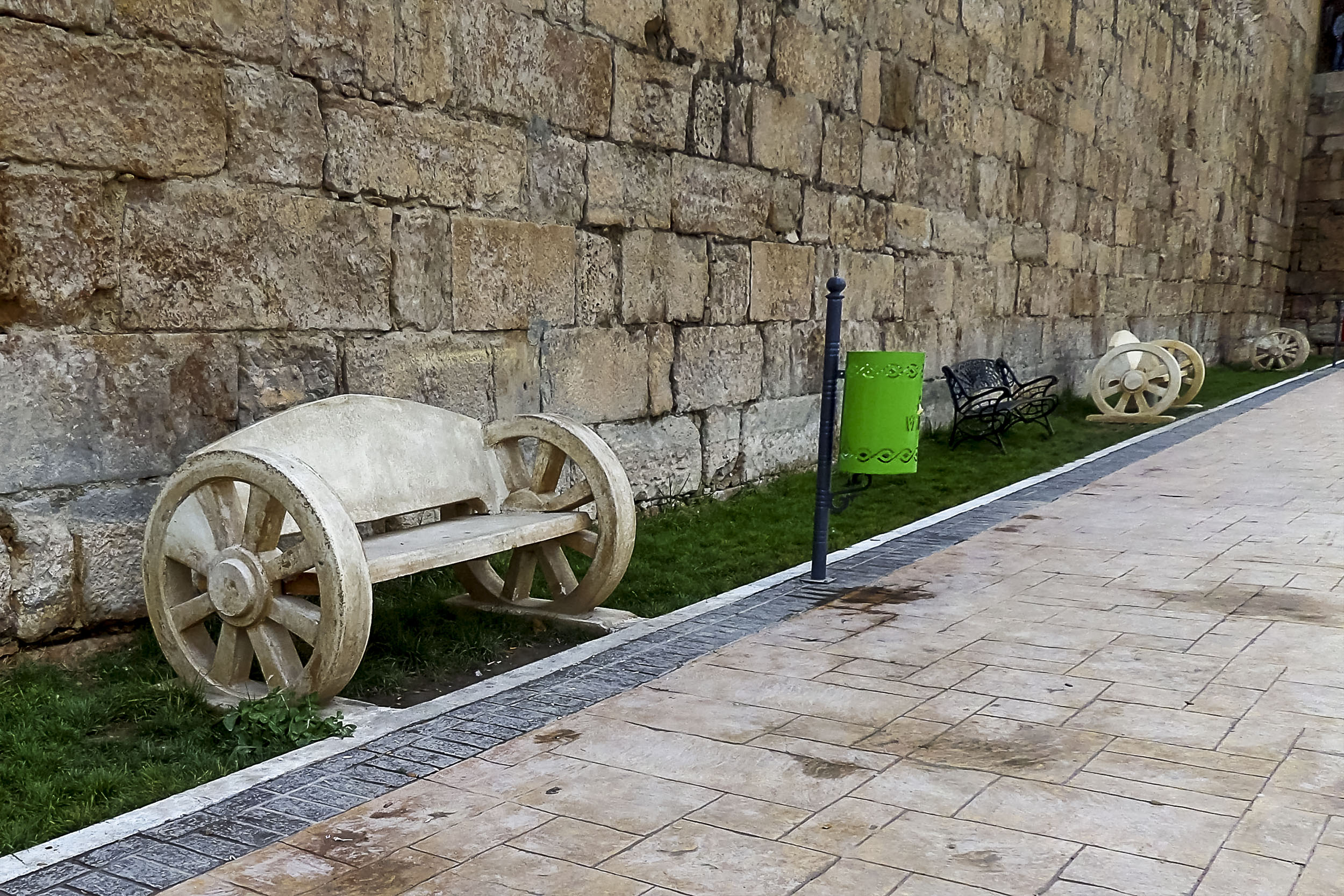
تبسة
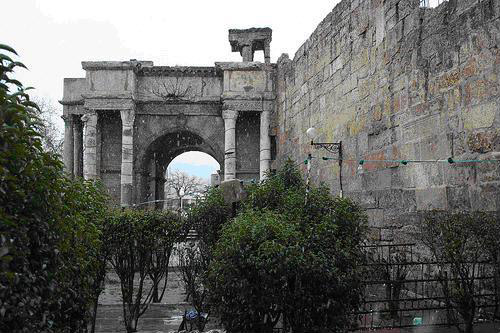
أثار تبسة
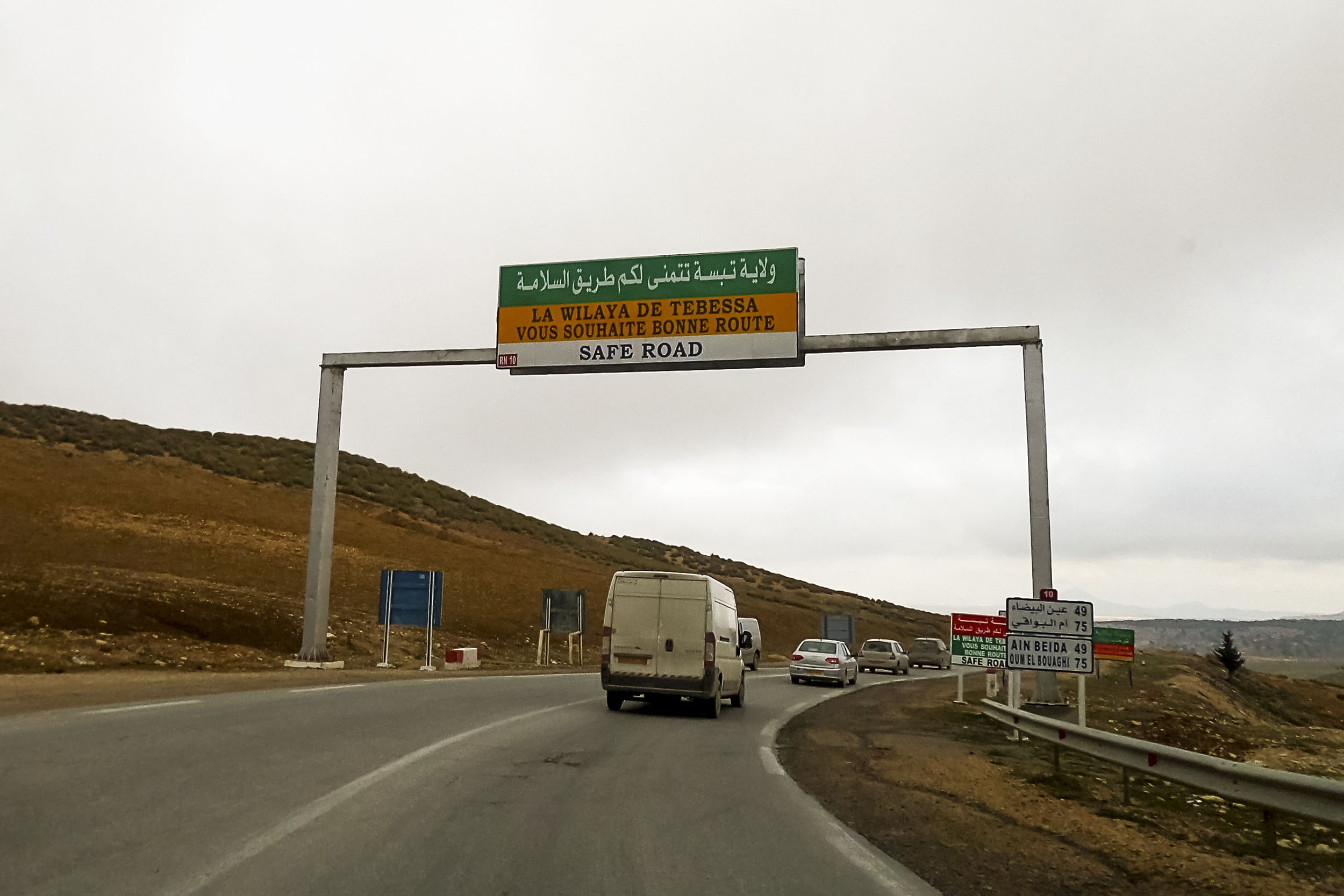
مخرج تبسة

## وصلات داخلية
- قوس النصر كاراكالا.
- ملعب 4 مارس.
- مطار الشيخ العربي التبسي.
- ترامواي تبسة.
- أولاد سيدي يحيى بن طالب.
- النمامشة

## وصلات خارجية
- تبسة (سياحة)
- وثائقي عن لؤلؤة الشرق تبسة مدينة الأسوار على يوتيوب
- الموقع الرسمي لولاية تبسة
- موقع جامعة العربي التبسي
- مديرية الخدمات الجامعية ولاية تبسة
- مديرية الصحة لولاية تبسة
- ديوان مؤسسات الشباب تبسة
- مديرية التجارة لولاية تبسة
- موقع مجلس قضاء تبسة
- موقع اللجنة الولائية للخدمات الأجتماعية لعمال التربية تبسة
- خريطة شبكة الطرقات لولاية تبسة على موقع وزارة النقل
- رابطة تبسة الجهوية لكرة القدم
- تاريخ : تبسة تحيي الذكرى 55 لمعركة الجرف
- المؤشرات والإحصائيات من موقع وزارة البريد والمواصلات السلكية واللاسلكية والتكنولوجيات والرقمنة.
- تبسة تطمح لتكون قطبا ثقافيا وسياحي
- قطاع السياحة لولاية تبسة
- تبسة تنويع العرض السياحي سيمكن من استحداث آلاف مناصب العمل
- أتفاقية توأمة بين تبسة وإيطاليا